# Filippo VI di Spagna
Filippo VI (in spagnolo e basco Felipe VI, in catalano Felip VI, in galiziano Filipe VI; nome completo: Felipe Juan Pablo Alfonso de Todos los Santos de Borbón y Grecia; Madrid, 30 gennaio 1968) è l'attuale Re di Spagna.
È il terzo figlio ed unico maschio di Juan Carlos I di Spagna, suo predecessore sul trono spagnolo, e di Sofia di Grecia. A seguito dell'abdicazione del padre, resa effettiva il 18 giugno 2014, gli è succeduto al trono il 19 giugno seguente.

### Onorificenze spagnole

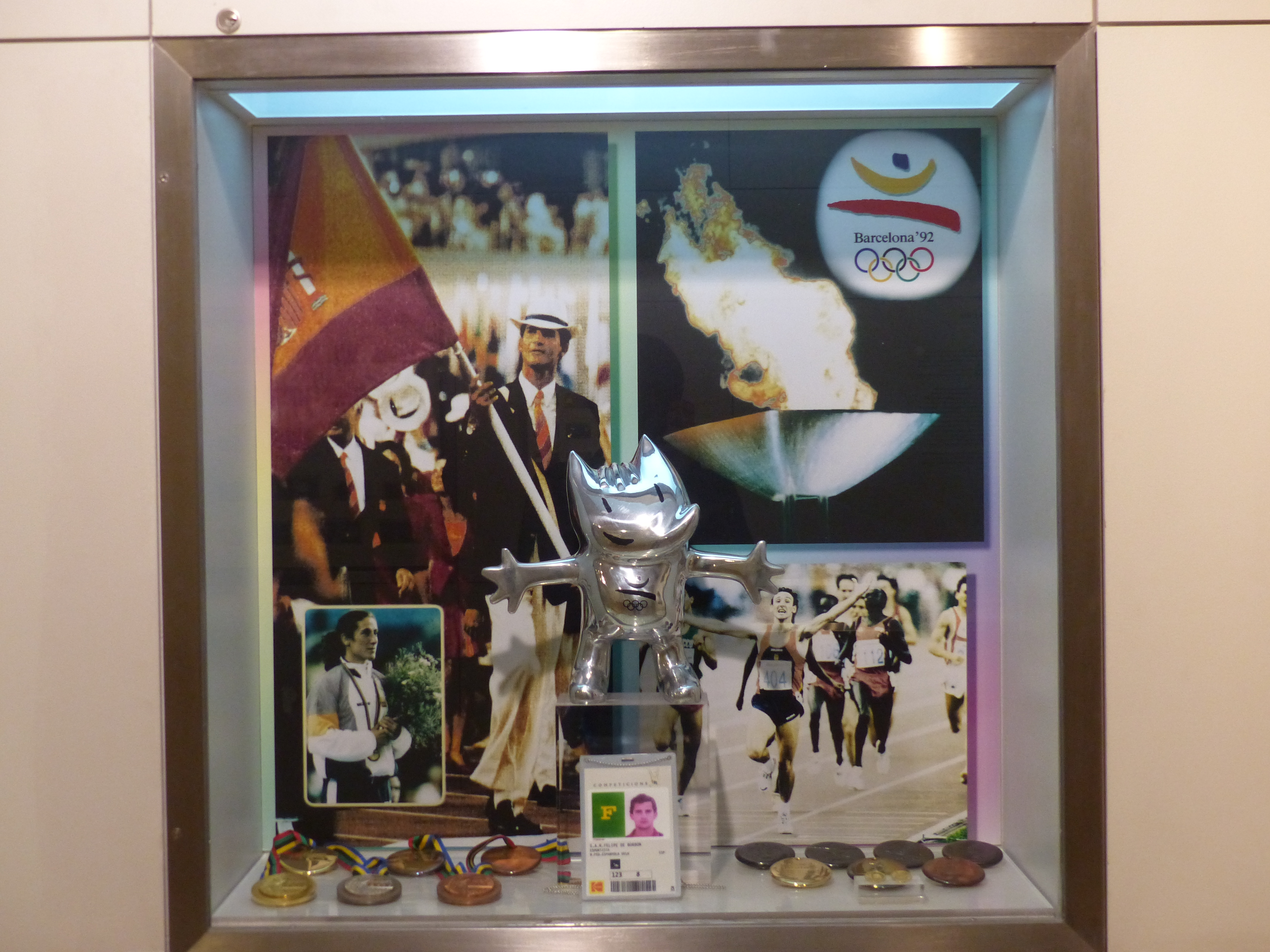
Filippo di Spagna ai Giochi Olimpici di Barcellona

## Biografia

### Infanzia ed educazione

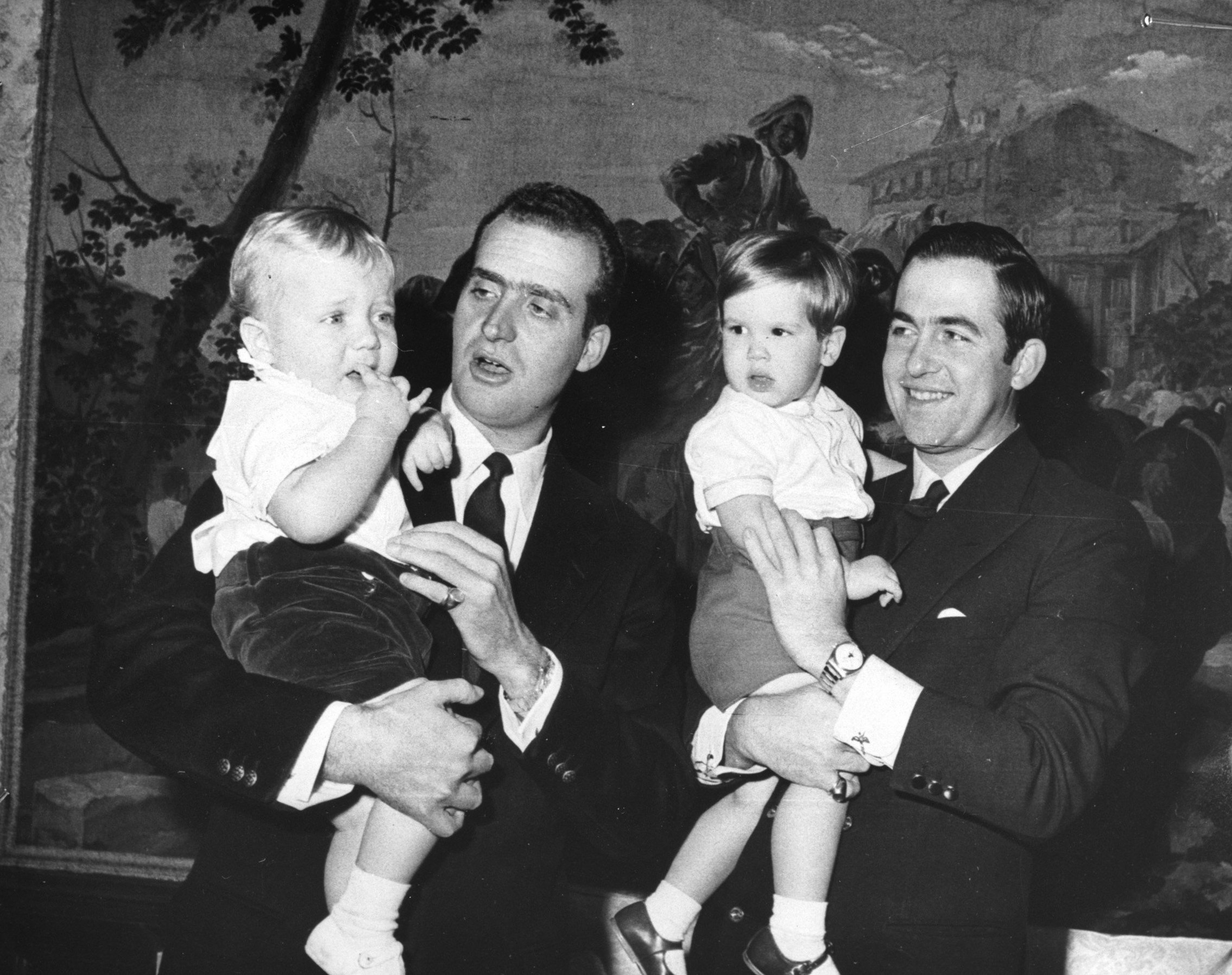
L'infante Filippo fotografato nel 1969 in braccio al padre Juan Carlos con il cugino Pavlos e lo zio Costantino

Felipe Juan Pablo Alfonso de Todos los Santos de Borbón y Grecia è nato a Madrid il 30 gennaio 1968. La sua nascita, avvenuta dopo quelle delle sorelle Elena e Cristina, ha assicurato la successione maschile al trono di Spagna. I suoi nomi di battesimo includono il nome del primo Borbone che regnò sulla Spagna, Filippo V, i nomi dei suoi nonni Juan, Conte di Barcellona e Paolo di Grecia, il nome del bisnonno Alfonso XIII e tutti i santi, tradizione della famiglia Borbone.

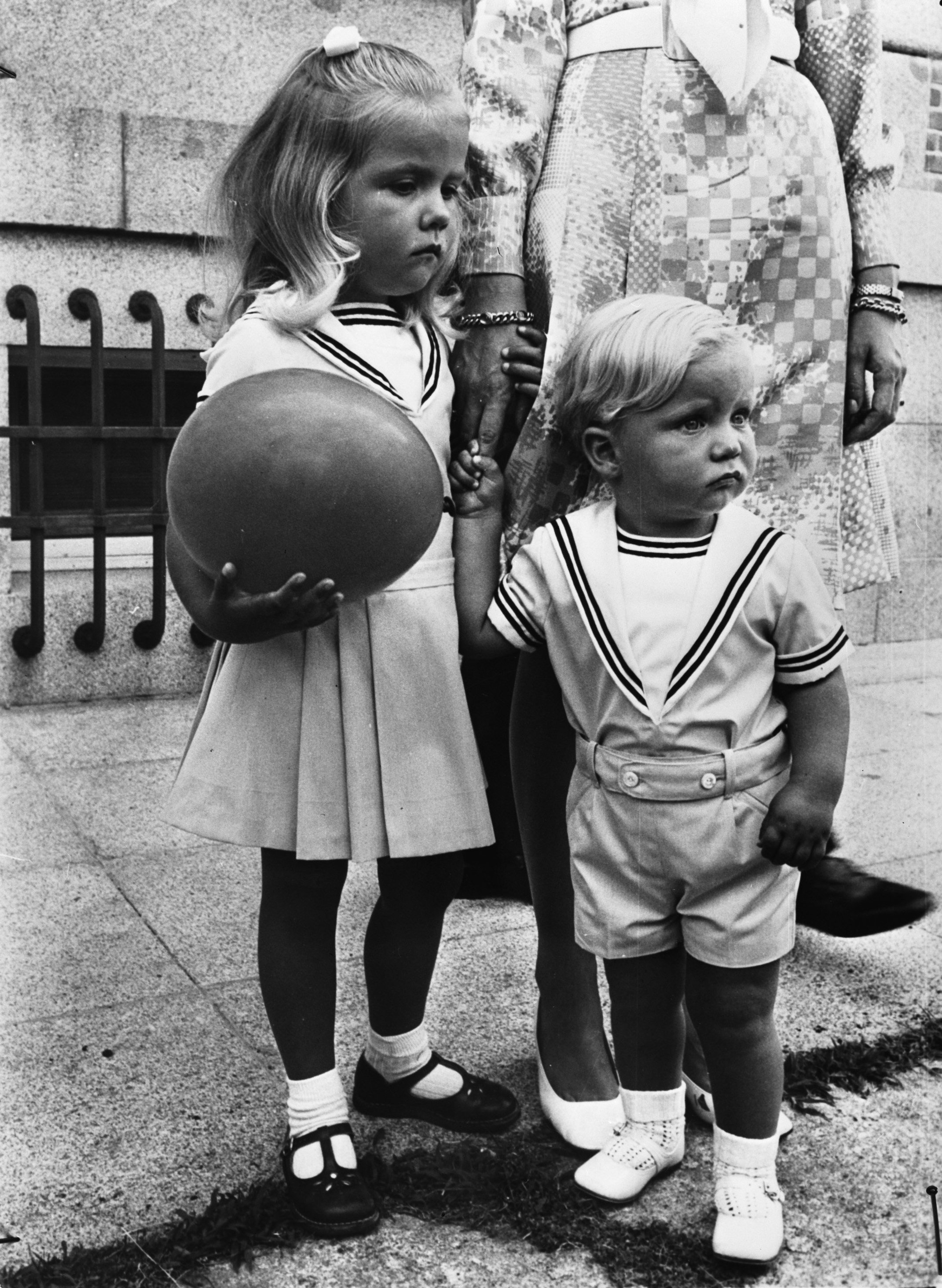
Felipe da bambino con la sorella Cristina nel 1969

Alla nascita Filippo acquisì il titolo di infante di Spagna poiché suo padre Juan Carlos non era ancora re (all'epoca la Spagna era ancora governata dal regime dittatoriale di Francisco Franco); diventò principe delle Asturie, titolo riservato all'erede al trono, solo nel 1977, due anni dopo l'ascesa al trono del padre.
Filippo cominciò gli studi a Santa Maria de los Rosales, una normale scuola privata, senza alcun trattamento speciale. Successivamente studiò presso il Lakefield College School in Ontario, Canada. Ha ricevuto anche un'istruzione militare frequentando l'Accademia Generale di Saragozza, la Scuola Navale di Marín e l'Accademia Generale dell'Aria di San Javier.
Ha studiato anche diritto ed economia all'Università Autonoma di Madrid, conseguendo un master in relazioni internazionali alla Edmund Walsh School of Foreign Service presso l'Università di Georgetown.
Grazie alla rigorosa istruzione ricevuta, Filippo parla correntemente spagnolo, inglese, francese, catalano, portoghese e un po' di greco.

#### Vela olimpica
Ai Giochi Olimpici di Barcellona del 1992 è stato membro della squadra di vela olimpica, come lo erano stati sua madre Sofia e suo zio Costantino II alle Olimpiadi di Roma del 1960.
Filippo ha inoltre preso parte alla cerimonia di apertura come portabandiera della Spagna, come già avevano fatto suo padre e sua sorella Cristina.
Ai giochi si è classificato in sesta posizione nella classe vela, ottenendo un diploma olimpico.
È un fervente tifoso dell'Atletico Madrid, squadra di cui è anche presidente onorario, carica riconosciutagli in occasione del centenario della squadra.

### Principe delle Asturie

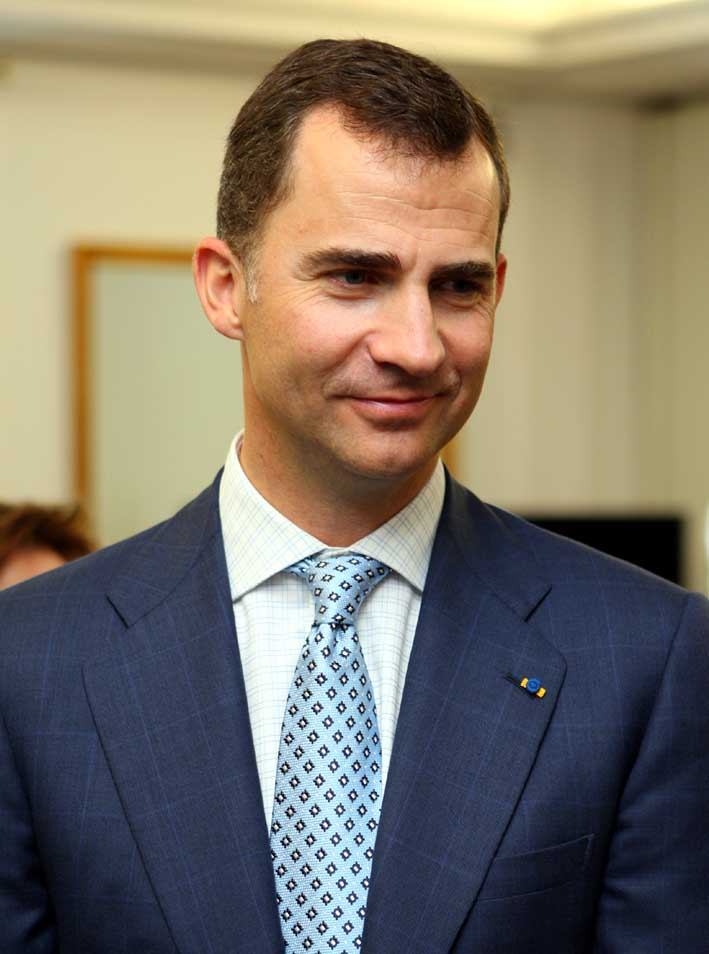
L'allora Principe delle Asturie Felipe nel 2008

Nel ruolo di principe, Filippo ha compiuto, a partire dal 1995, varie visite ufficiali nelle Comunità autonome spagnole, al fine di ottenere una profonda conoscenza della Spagna e un contatto diretto con gli spagnoli. Dal gennaio 1996 ha rappresentato ufficialmente la Spagna alle cerimonie di giuramento dei presidenti latino-americani. Ha seguito riunioni con gli organi costituzionali e con le principali istituzioni statali, al fine di tenersi aggiornato sulle loro attività. Ha partecipato ai lavori dei vari organi dell'amministrazione centrale e delle Comunità autonome. Ha presieduto cerimonie di Stato in caso di impedimento del re Juan Carlos. Filippo ha mostrato particolare interesse per le questioni relative all'Unione europea, al Medio Oriente, al Nordafrica e all'America Latina. Ha compiuto molte visite ufficiali in Europa e America Latina, in paesi del mondo arabo, in Estremo Oriente e in Australia. Ha anche svolto un ruolo attivo nella promozione degli interessi economici e commerciali della Spagna all'estero, presiedendo fiere e mostre (Expotecnia, Expoconsumo, Expohabitat); ha promosso la nascita di centri e cattedre universitarie per diffondere la storia della penisola iberica.

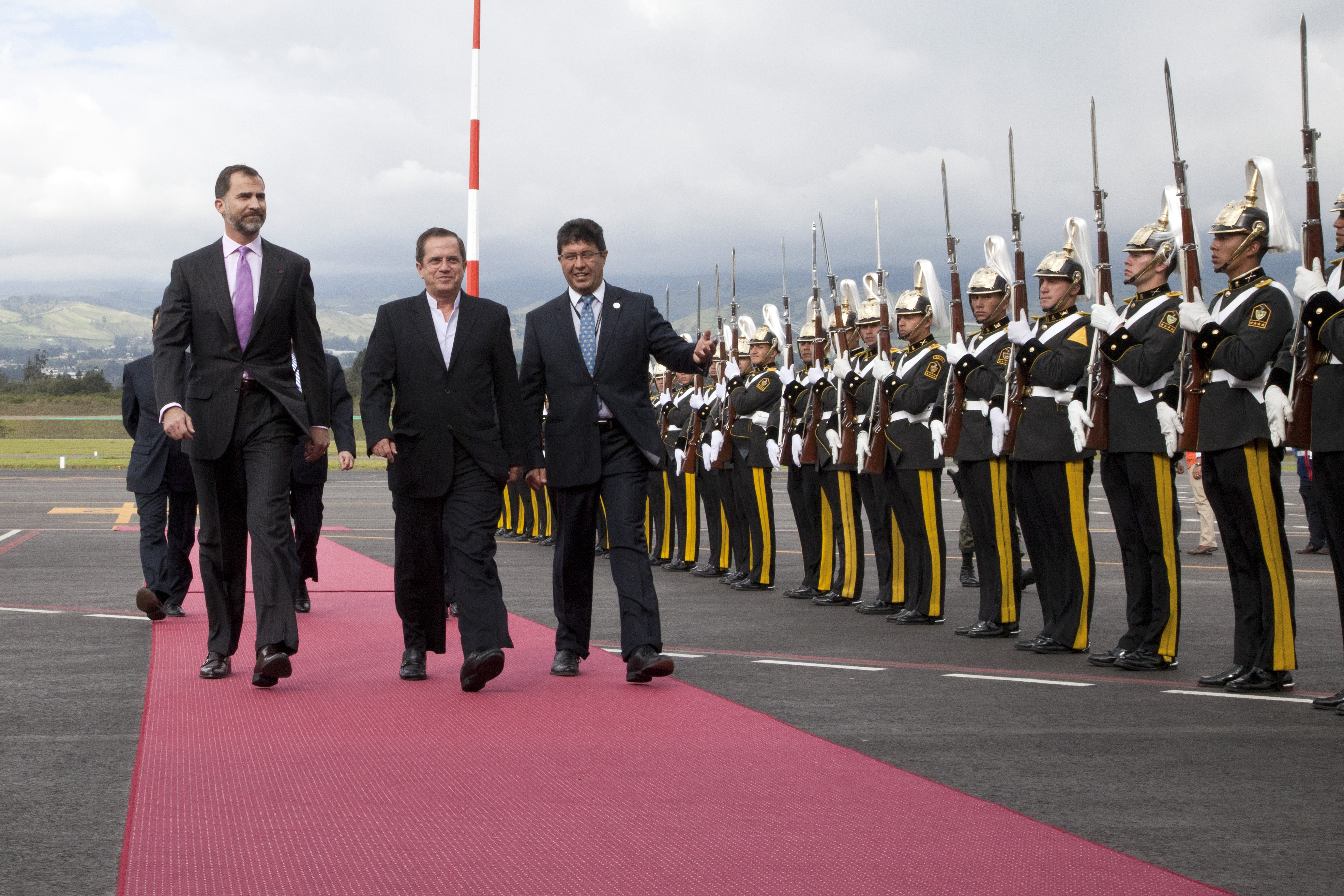
Il Principe delle Asturie Felipe durante una visita ufficiale in Ecuador nel 2013

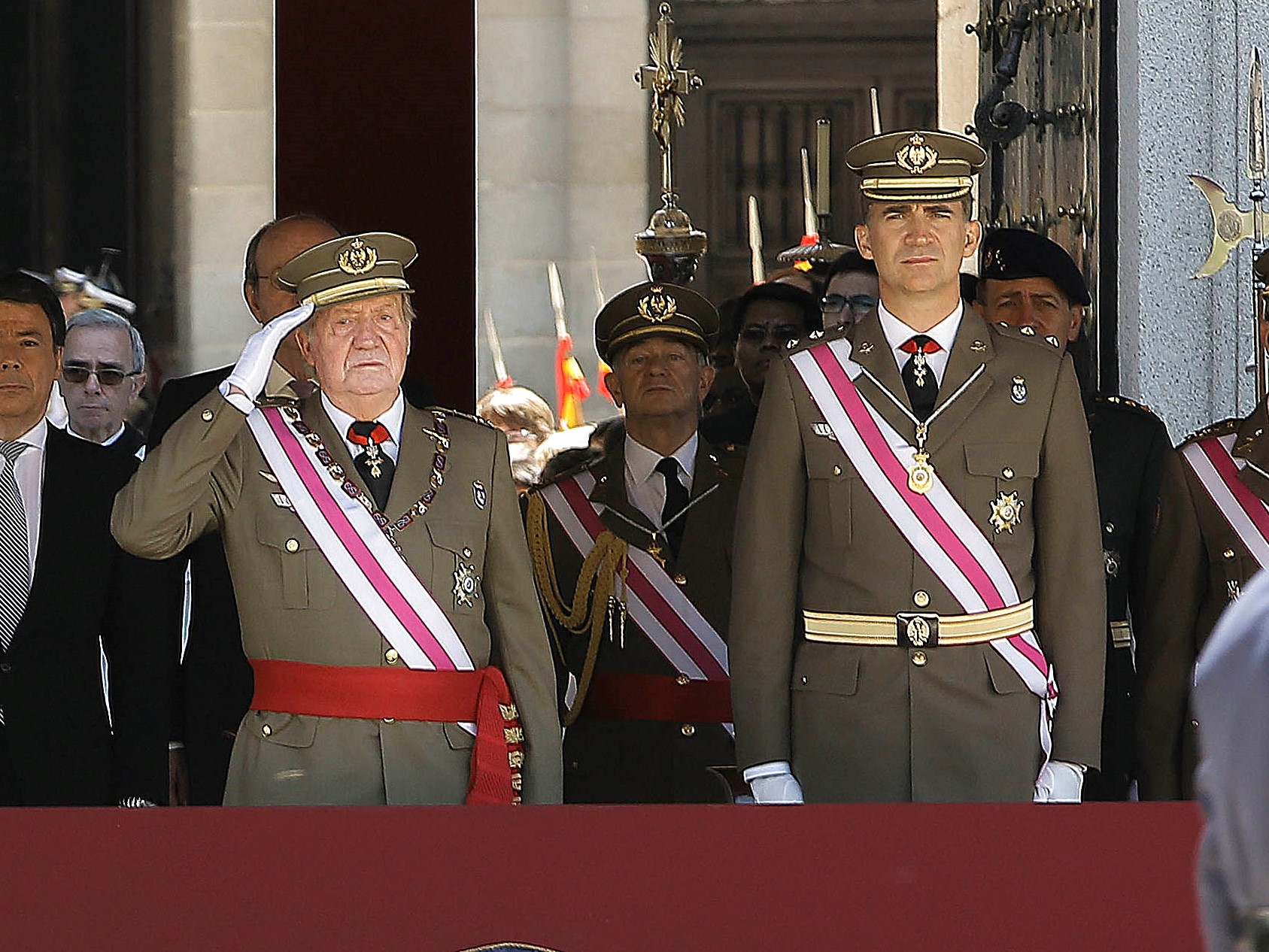
Il principe Felipe e il re Juan Carlos I durante una parata militare nel 2014

Dopo agli attentati di Madrid dell'11 marzo 2004 il Principe delle Asturie, insieme alle sue sorelle, le Infanti Elena e Cristina, divennero i primi membri della famiglia reale spagnola a prendere parte a una manifestazione pubblica.
Felipe, con i suoi 197 cm d’altezza, nel 2011 è entrato nel Guinness dei primati come il membro di una famiglia reale più alto del mondo.

### Matrimonio

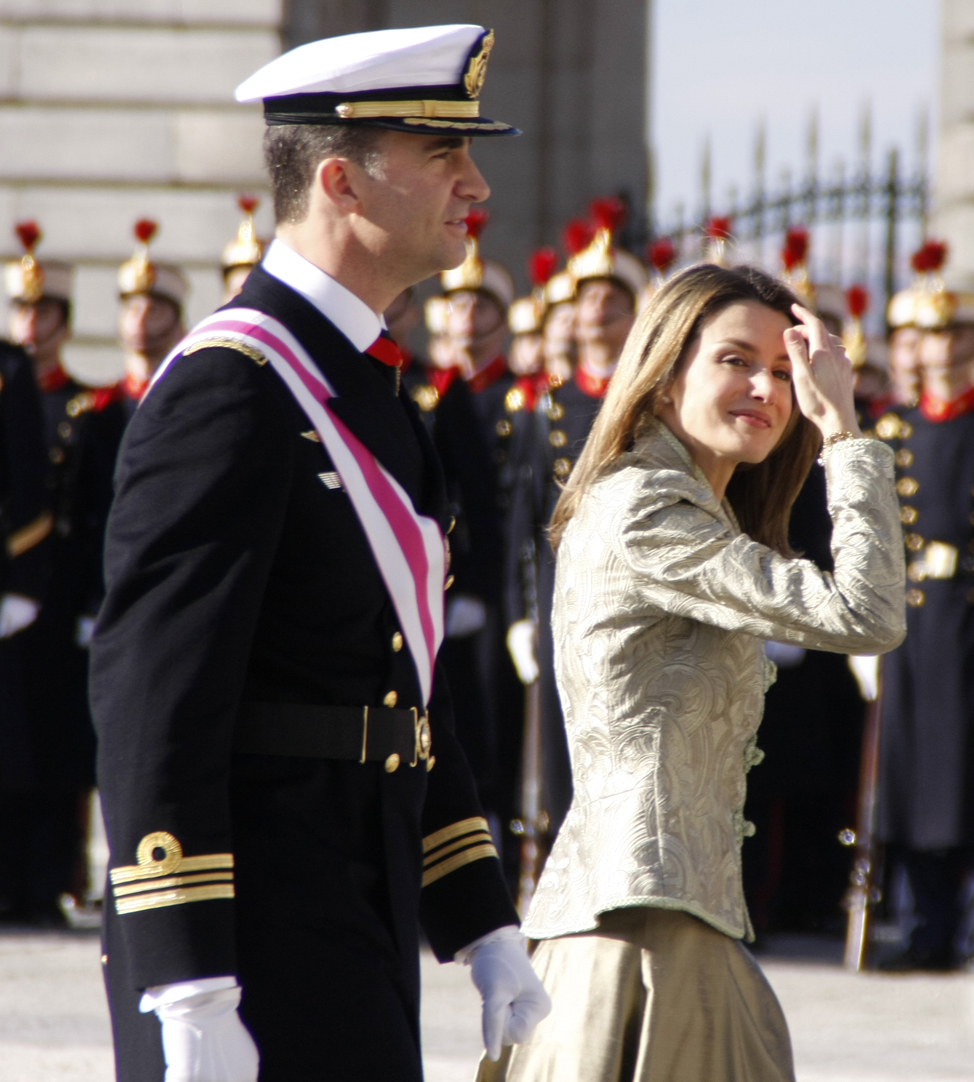
Felipe e Letizia durante la celebrazione della Pascua Militar nel 2009

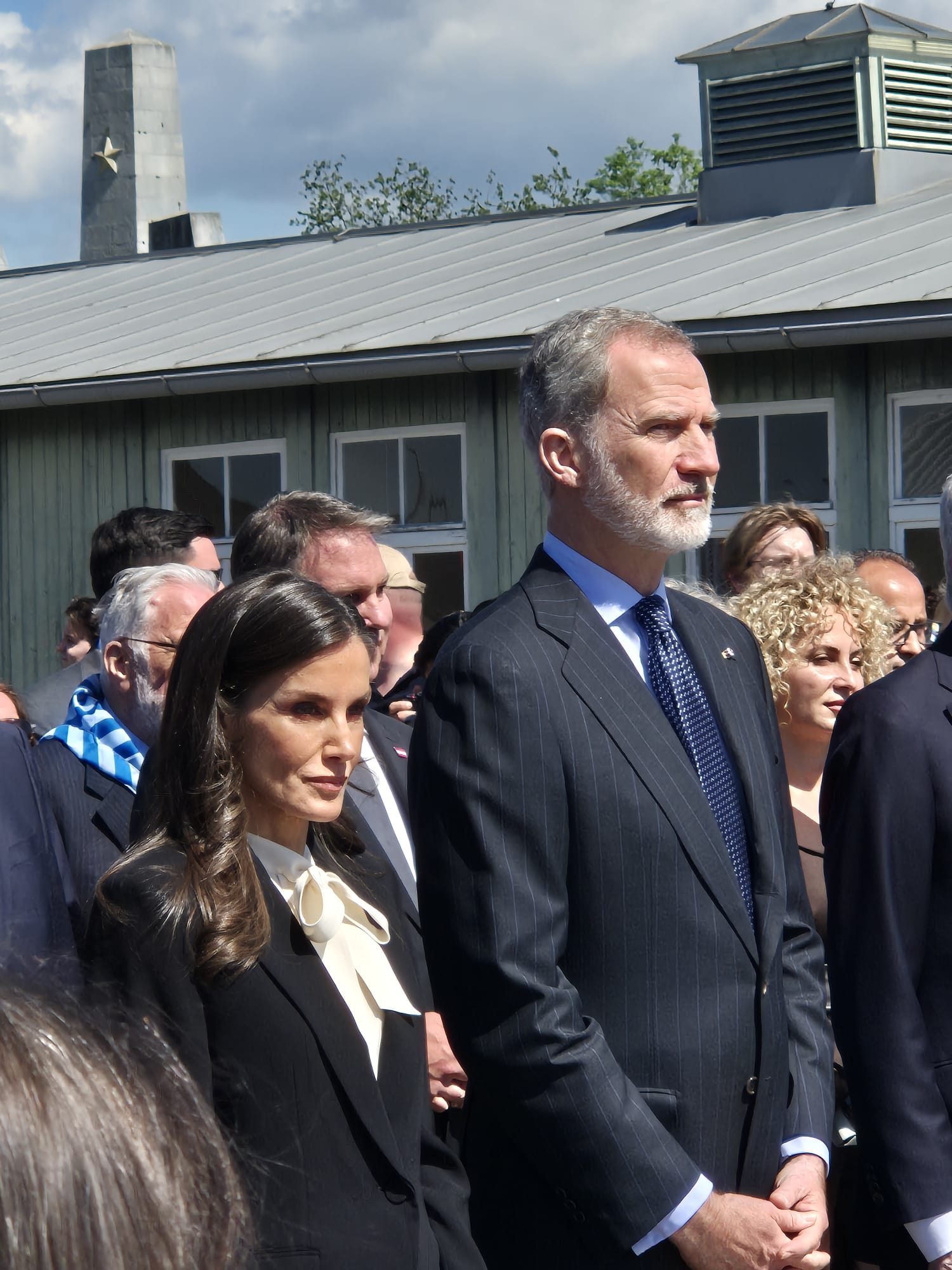
Felipe e Letizia l'11 maggio 2025, a Mauthausen, durante la celebrazione dell'80° anniversario della liberazione del campo di sterminio.

Gli amori giovanili del principe sono stati fonte di interesse per la stampa spagnola per diversi anni. Il suo nome era legato a diverse donne, ma solo due furono degne di nota: la nobildonna spagnola Isabel Sartorius, dal 1989 al 1991 circa, figlia del IV marchese di Mariño (marito in seconde nozze della Principessa Nora del Liechtenstein), che era vista sfavorevolmente dalla famiglia reale a causa della dipendenza da cocaina della madre (una gentildonna argentina), e la modella norvegese Eva Sannum, che ha frequentato dal 1997 al 2001.
Nel novembre 2003 ha annunciato il suo fidanzamento con la giornalista asturiana Letizia Ortiz. La coppia si è sposata il 22 maggio 2004 nella Cattedrale dell'Almudena di Madrid. Il matrimonio è stato seguito da oltre 25 milioni di telespettatori nella sola Spagna ed è stato anche trasmesso in tutto il mondo. Hanno anche partecipato i rappresentanti di 12 case reali regnanti e altri 12 appartenenti a case reali non regnanti. Letizia Ortiz ha assunto il titolo di Sua Altezza Reale la Principessa delle Asturie.
Filippo VI è padrino di battesimo della principessa Maria di Borbone-Due-Sicilie (nata il 21 aprile 2015); di Luis Felipe Gómez-Acebo y Ponte, figlio di suo cugino Beltrán; del principe Costantino Alessio di Grecia e Danimarca, figlio di suo cugino Paolo; di Vincent di Danimarca, figlio di Federico X di Danimarca; di Miguel Urdangarin, figlio di sua sorella Cristina; di Victoria Federica de Marichalar, figlia di sua sorella Elena; di Isabella d'Orleans, figlia del principe Carlo Filippo d'Orleans; della principessa Sofia di Bulgaria, figlia del principe Konstantin di Bulgaria e della principessa Ingrid Alexandra di Norvegia, figlia del principe Haakon di Norvegia.

### Re di Spagna

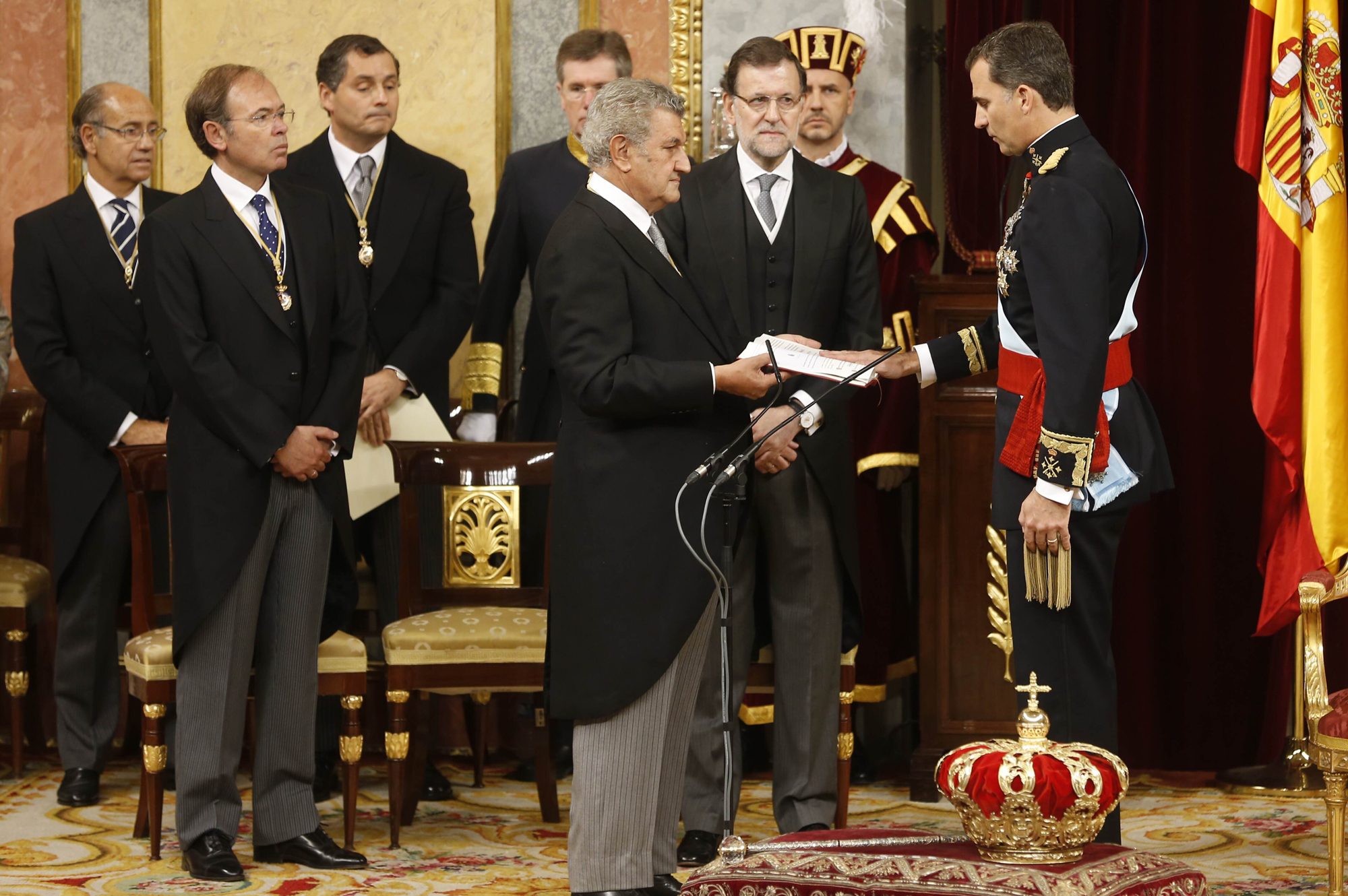
Felipe VI mentre presta giuramento davanti alle Corti Generali, nelle mani di Jesús Posada, durante la cerimonia di proclamazione al Palazzo delle Corti a Madrid

Il 2 giugno 2014, a seguito di un colloquio privato con il sovrano, il Primo ministro spagnolo Mariano Rajoy ha annunciato l'intenzione del re di abdicare in favore del figlio. Juan Carlos ha confermato la decisione, firmando l'abdicazione il 18 giugno, dopo l'approvazione della legge organica prevista in materia dall'articolo 57, quinto comma, della Costituzione spagnola.
Il 19 giugno il padre gli ha imposto la fascia di Comandante dell'esercito di Terra, Aria e Mare (che simboleggia il trasferimento del potere reale e militare). In seguito, ha giurato davanti alle Corti Generali dicendo: "Giuro di adempiere fedelmente ai miei doveri, osservare e far osservare la Costituzione e le leggi e rispettare i diritti dei cittadini e delle Comunità autonome"; è stato così proclamato re di Spagna con il nome di Felipe VI ed ha tenuto il suo primo discorso al Parlamento dove ha annunciato “una monarchia rinnovata per un tempo nuovo” e che "la corona deve essere vicina ai cittadini e guadagnarsi il loro rispetto". Tornato al Palazzo reale di Madrid, si è affacciato dal balcone per salutare la folla e ha assistito a una parata militare in suo onore.
Dal momento della proclamazione, l'erede al trono è divenuta la figlia maggiore Leonor, principessa delle Asturie, nata nel 2005, che, quando ascenderà al trono, diventerà la seconda regina regnante dell'intera storia spagnola dopo Isabella II.

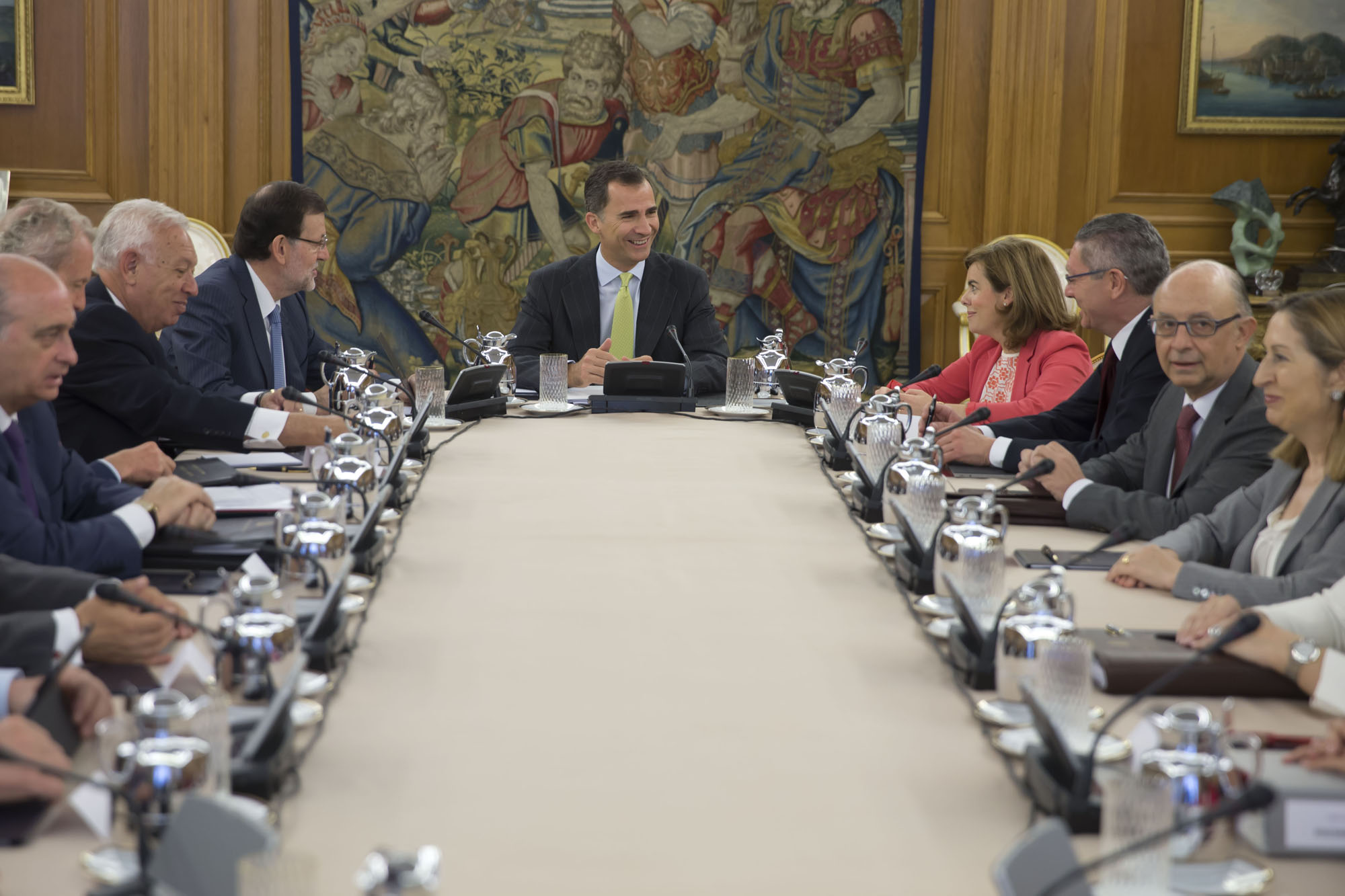
Felipe VI presiede il suo primo consiglio dei ministri come re nel 2014

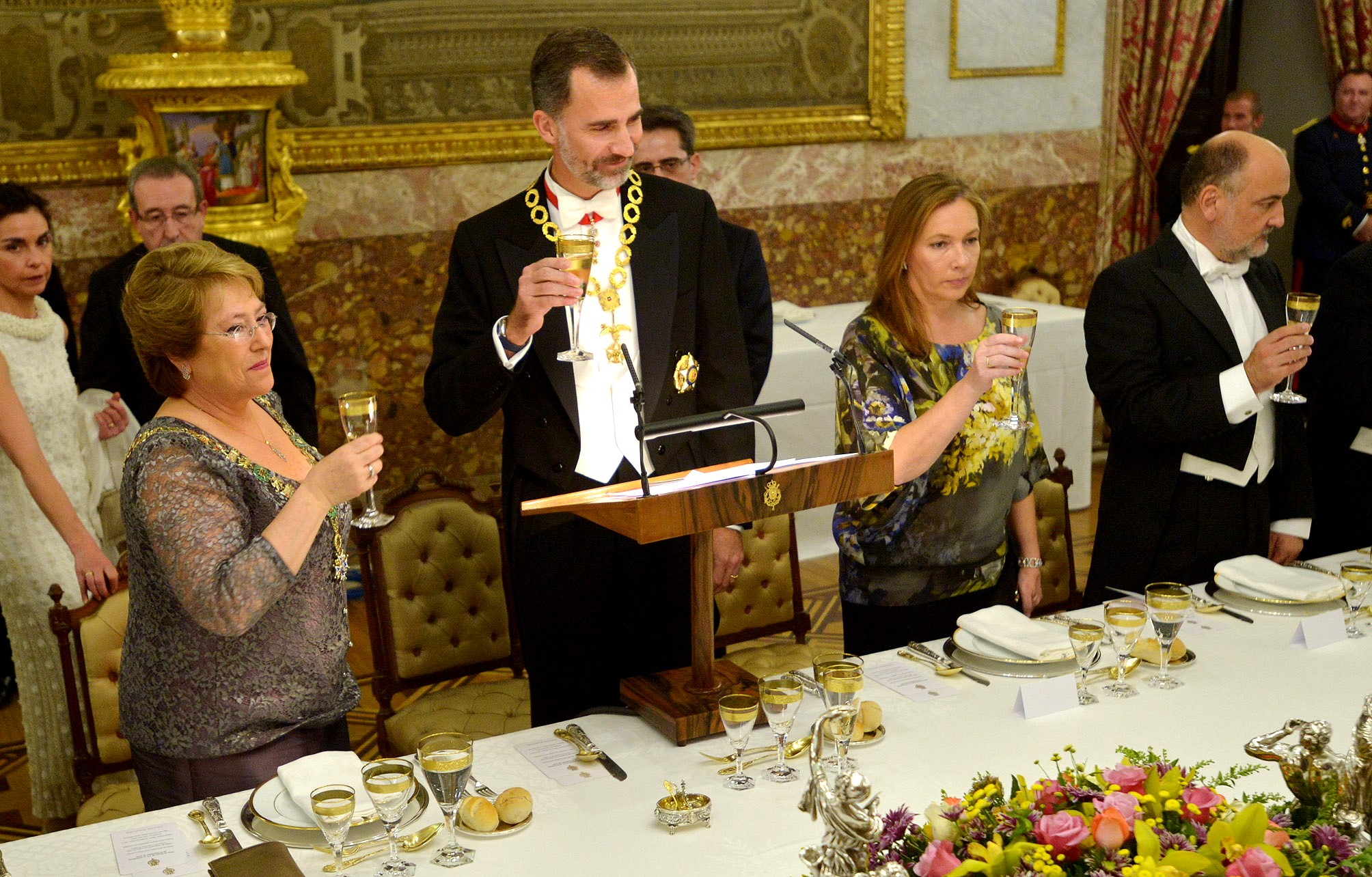
Felipe presiede la sua prima cena di gala in onore della presidente del Cile Michelle Bachelet nel 2014

Nei suoi primi atti da re ha mostrato, insieme alla regina Letizia, il suo sostegno alle vittime del terrorismo, ha incontrato i rappresentanti delle ONG, le associazioni LGBT e, rispetto alla fase precedente, in alcuni atti ufficiali ha consentito l'assenza di simboli cattolici "per rispettare la natura aconfessionale dello Stato secondo la Costituzione".
Il 30 giugno 2014 Felipe, insieme alla consorte Letizia, ha compiuto la sua prima visita ufficiale all'estero dopo la proclamazione incontrando papa Francesco al Palazzo Apostolico e nell'ottobre 2014 ha tenuto il primo ricevimento ufficiale, in occasione della visita della presidente cilena Michelle Bachelet.

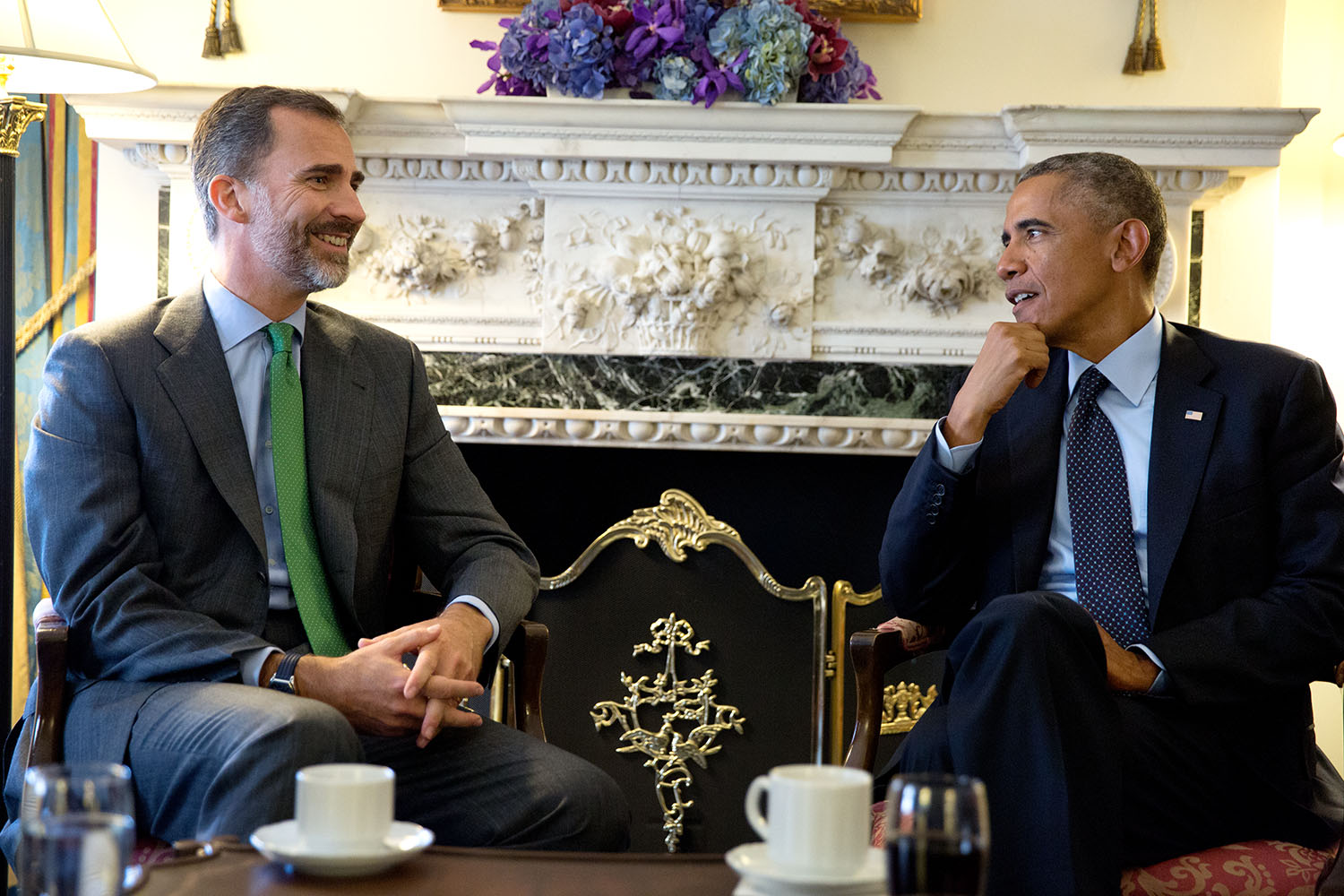
Il presidente Barack Obama incontra il re Filippo VI di Spagna al Waldorf Astoria Hotel di New York nel 2014

Il 19 novembre 2014 Felipe ha compiuto la sua prima visita ufficiale recandosi in Italia, dove, oltre ad incontrare le cariche istituzionali, come il presidente della repubblica Giorgio Napolitano ed il presidente del consiglio Matteo Renzi, ha visitato la Camera dei deputati. Il 24 dicembre 2014 ha letto, a reti unificate, il suo primo messaggio di Natale come re, sostenendo che "la corruzione va eliminata".
Nel febbraio 2015 Felipe VI ha annunciato che avrebbe tagliato il suo stipendio annuo del 20% arrivando a guadagnare 234.204 euro, 58.548 euro in meno di quanto percepiva suo padre Juan Carlos I come capo di stato, a causa della recessione economica e le difficoltà che continuano a ostacolare la Spagna. Il 12 giugno ha revocato il titolo di duchessa di Palma di Maiorca alla sorella Cristina per il suo coinvolgimento insieme al marito in uno scandalo finanziario.
Dal 11 al 14 luglio 2017 Felipe ha intrapreso il suo primo viaggio ufficiale nel Regno Unito. Durante tale viaggio, con l'obiettivo di rafforzare le relazioni bilaterali in vista della Brexit (l’ultima visita di reali spagnoli nel Regno Unito è stata nel 1986 con re Juan Carlos e la regina Sofia) è stato il secondo sovrano spagnolo, dopo suo padre Juan Carlos, a leggere un discorso davanti al Parlamento britannico. In seguito ha visitato l'università di Oxford e l'Abbazia di Westminster. 

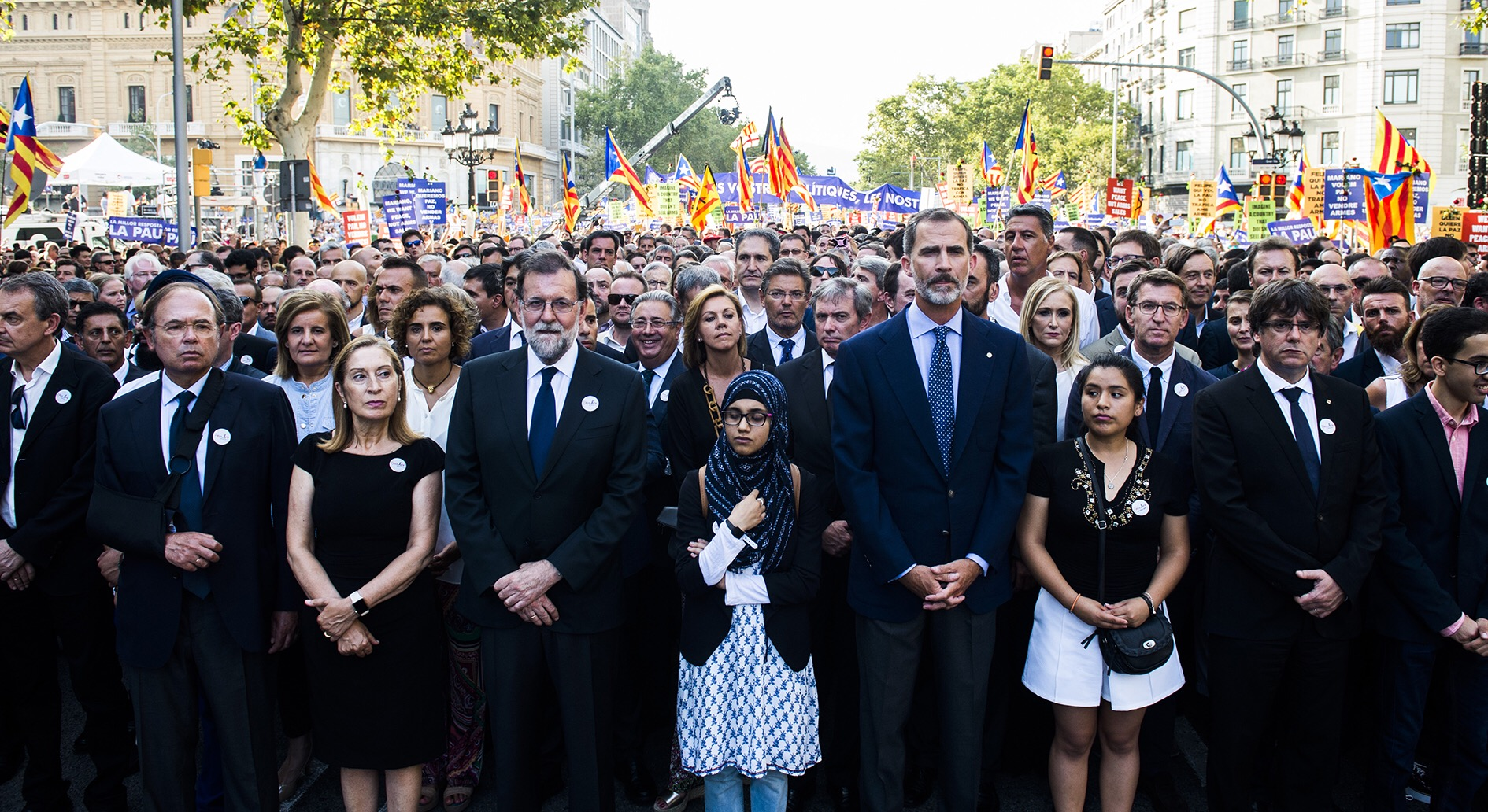
Filippo VI insieme al presidente di governo Mariano Rajoy e alla Generalitat catalana all'inizio della manifestazione contro il terrorismo celebrata a Barcellona

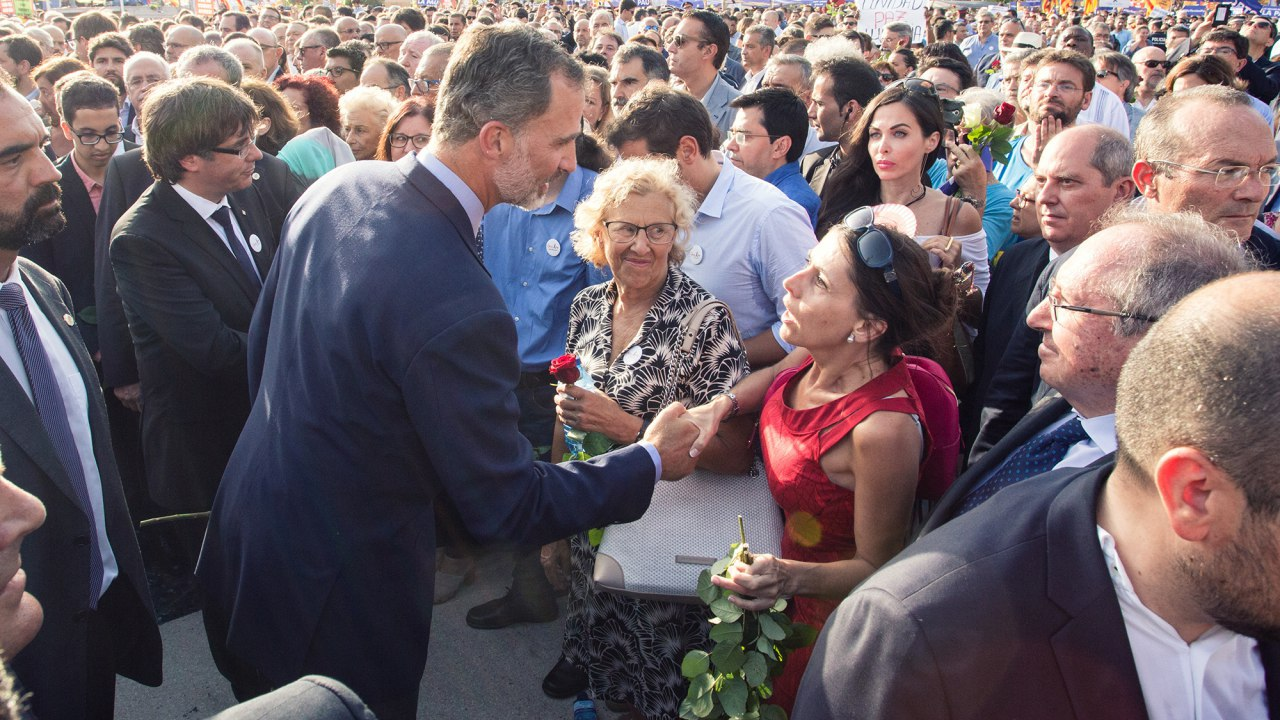
Filippo mentre saluta la folla alla manifestazione contro gli attentati terroristici a Barcellona

Il 3 ottobre 2017, due giorni dopo il referendum indipendentista per la Catalogna, Felipe ha rivolto un messaggio istituzionale a tutta la nazione. Il re, che si rivolgeva per la prima volta agli spagnoli al di fuori del periodo natalizio, ha esordito accusando la Generalitat catalana di essersi spinta oltre i margini del diritto e della democrazia e di aver tentato di “infrangere l’unità della Spagna”, per poi lanciare un messaggio conciliante, ma mantenendo fermo la posizione della Catalogna all'interno del regno di Spagna.

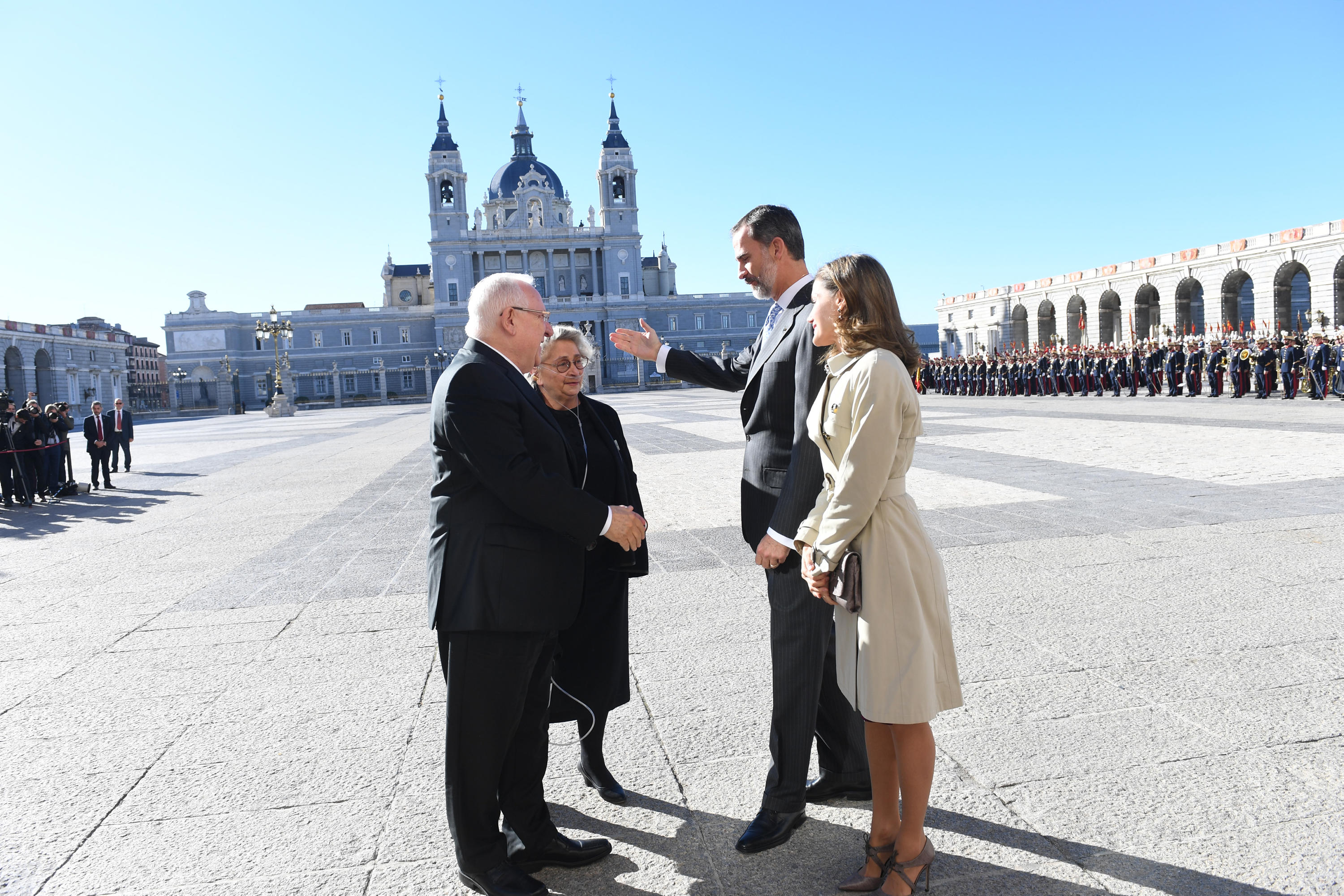
Felipe e Letizia durante la visita di Stato del presidente d'Israele Reuven Rivlin nel 2017

Dal 14 al 19 giugno 2018, Felipe e Letizia hanno compiuto un viaggio negli Stati Uniti, visitando le città di New Orleans e San Antonio (Texas) in occasione del terzo centenario della fondazione di entrambe le città, legate alla Corona spagnola. Il 18 si sono trasferiti a Washington D.C. dove Felipe VI ha fatto visita alla Banca Mondiale e la coppia reale è stata ricevuta alla Casa Bianca dal presidente Donald Trump e da sua moglie Melania.
Il 17 ottobre 2018 Felipe ha partecipato alla celebrazione del centenario della metropolitana di Madrid, fotografandosi accanto all'auto storica, utilizzata all'inaugurazione dal suo bisnonno re Alfonso XIII.
Nel mese di novembre dello stesso anno, Felipe ha partecipato alla cerimonia commemorativa del Centenario dell'Armistizio che pose fine alla prima guerra mondiale sul fronte occidentale, svoltasi a Parigi.

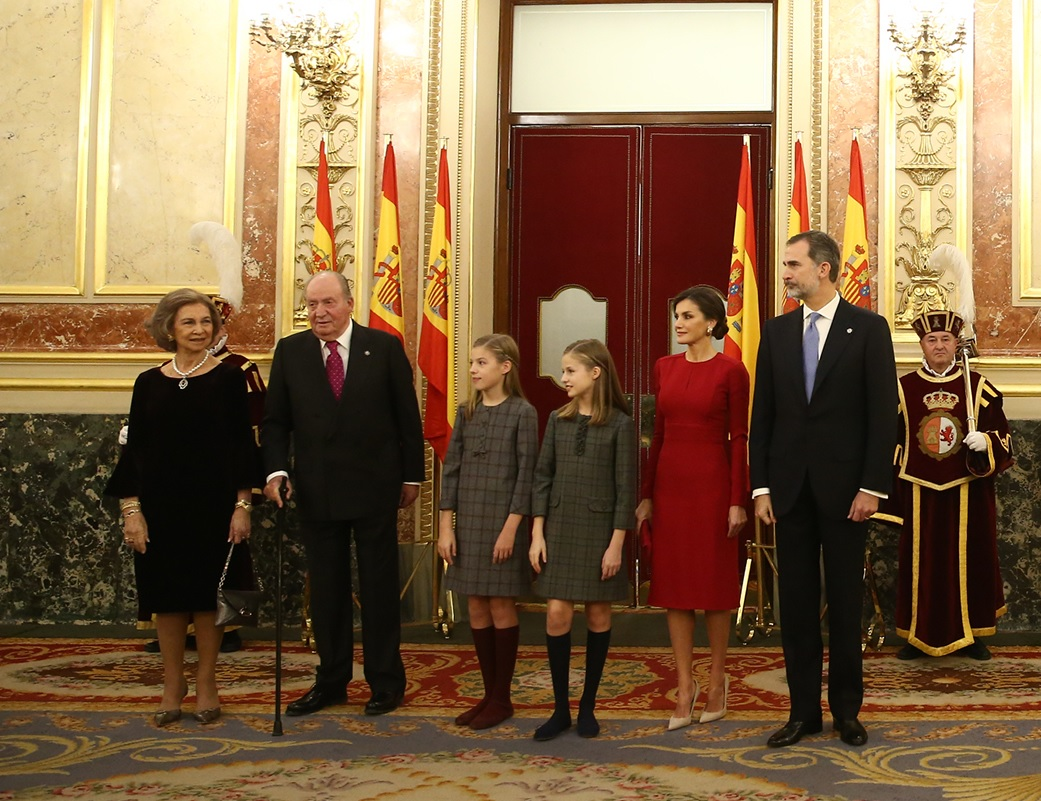
La famiglia reale posa al suo arrivo al Congresso dei Deputati, dove è stato celebrato l'atto commemorativo del 40º anniversario della Costituzione

Dall'11 al 14 novembre 2019 Felipe, accompagnato dalla moglie Letizia, ha compiuto un viaggio a Cuba in occasione del V centenario della fondazione della città dell'Avana. Durante la visita ha firmato con il presidente cubano Miguel Diáz-Canel un accordo di collaborazione tra Cuba e Spagna. È stata una visita storica la prima di un sovrano spagnolo (sebbene Juan Carlos e Sofia c'erano già stati nel 1999 ma in forma privata).

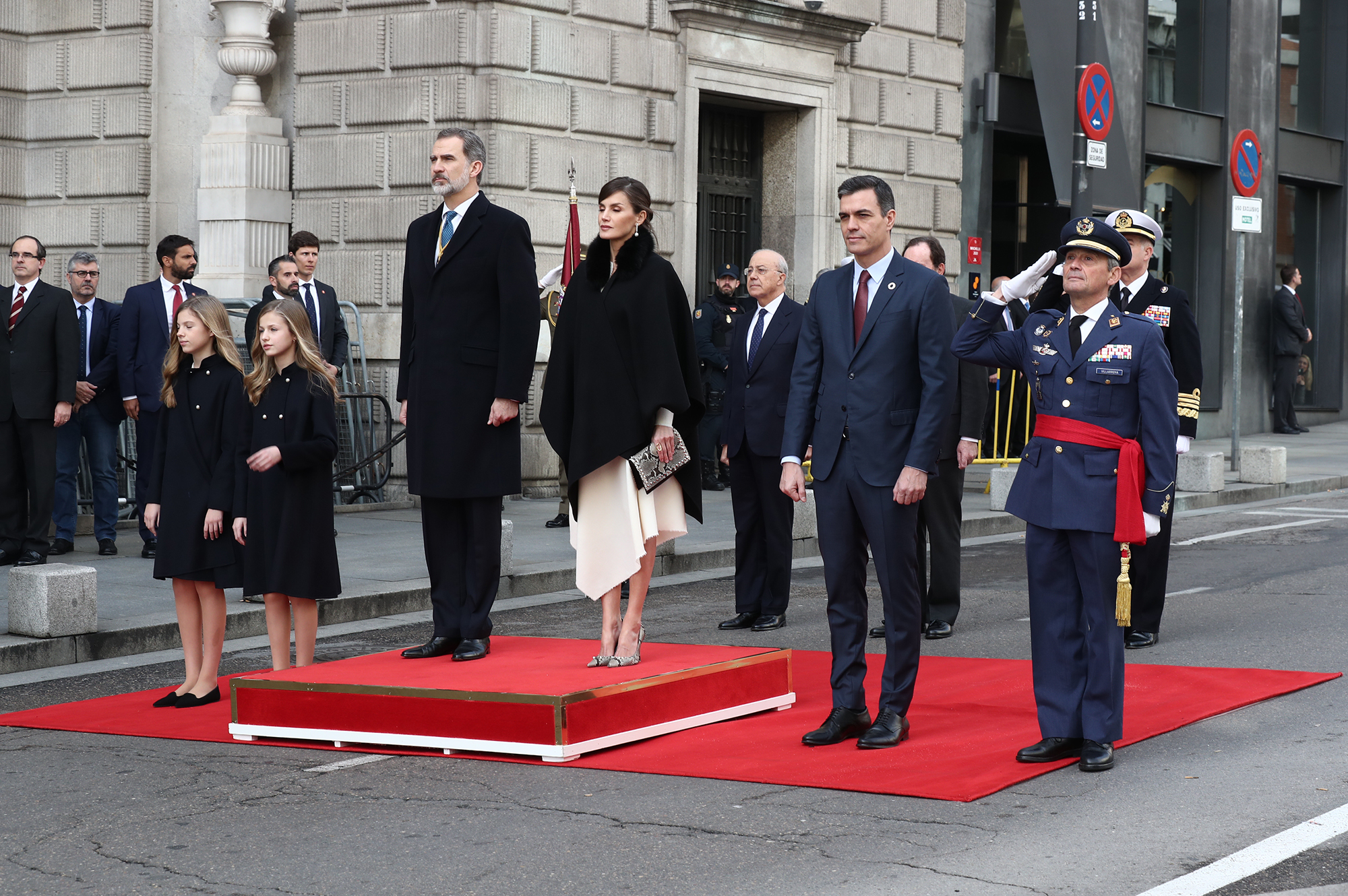
Filippo insieme a Letizia, alle figlie Leonor e Sofia e il presidente di Governo Pedro Sanchez durante gli atti della solenne apertura della XIV legislatura nel 2020.

Nel gennaio 2020, il re ha partecipato al quinto Forum mondiale sull'Olocausto a Gerusalemme . Filippo, che detiene il titolo di Re di Gerusalemme come uno dei titoli storici della corona spagnola , è stato l'unico leader internazionale a parlare alla cena di apertura. Nel suo discorso, il monarca ha chiarito che “non c’è spazio per l’indifferenza di fronte al razzismo, alla xenofobia, all’odio e all’antisemitismo” e che “dimenticare l’Olocausto sarebbe estremamente pericoloso e sarebbe una totale mancanza di rispetto per il ricordo delle vittime”.

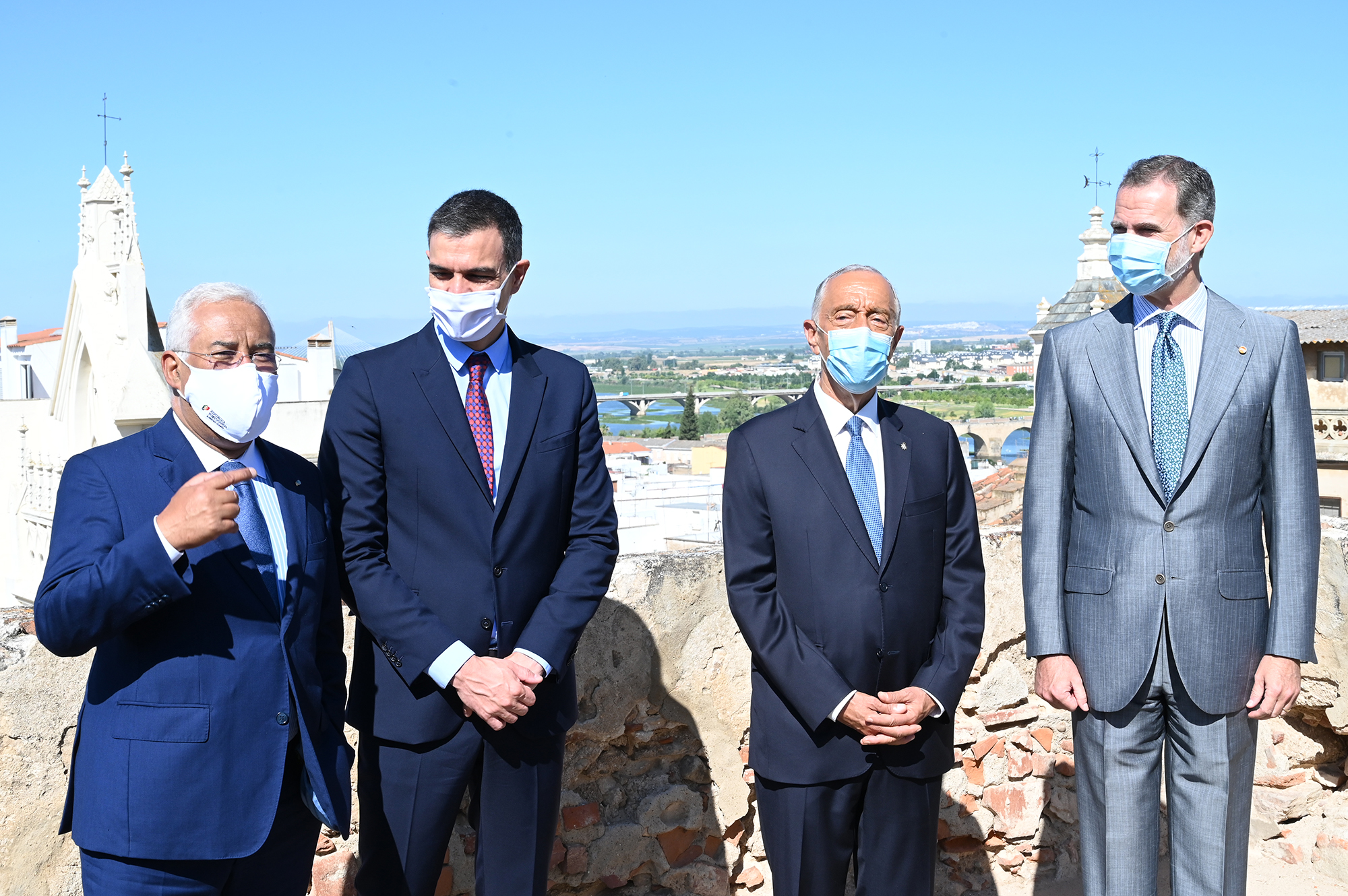
Felipe VI con i capi di Stato e di governo portoghesi e il presidente di governo Pedro Sánchez in occasione della riapertura della frontiera tra Spagna e Portogallo nel luglio 2020

Il 16 marzo 2020 Felipe VI ha tolto al padre la pensione, pari a 194 000 euro di fondi pubblici, per via di un’inchiesta aperta dalla magistratura svizzera su una tangente di 100 milioni di dollari arrivati dal Ministero delle Finanze dell’Arabia Saudita e destinati a due enti, la Fondazione Zagatka e la Fondazione Lucum, che avevano tra i beneficiari il re emerito Juan Carlos e, dopo di lui, anche Felipe e la figlia Leonor.
Il 9 febbraio 2022, Felipe è risultato positivo al COVID-19, nonostante fosse vaccinato, manifestando però sintomi lievi. Dopo essere rimasto in isolamento per diversi giorni, il 21 febbraio il re è uscito dalla quarantena senza gravi conseguenze.

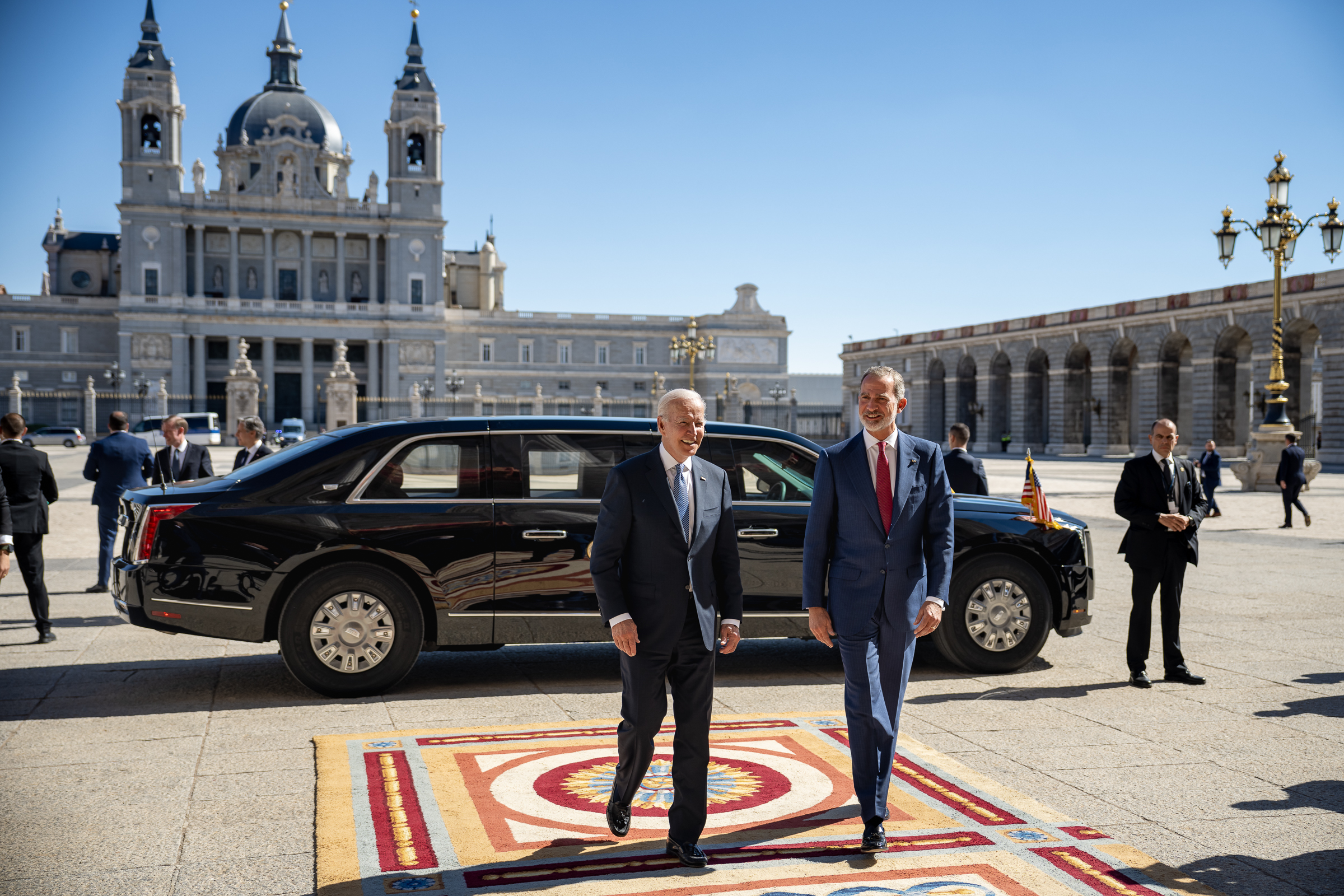
Felipe accoglie il presidente americano Joe Biden al Palazzo Reale durante il vertice NATO nel 2022

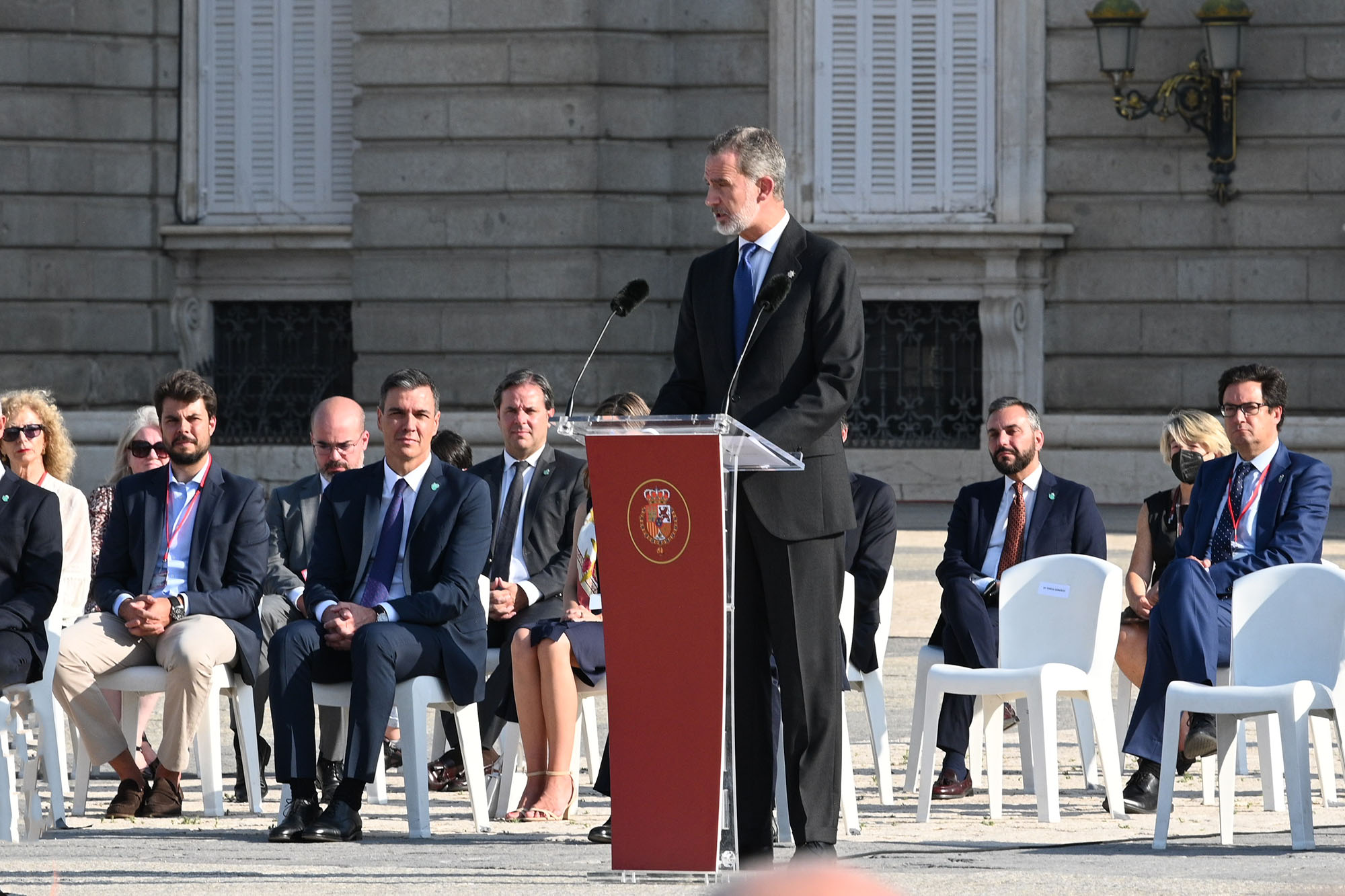
Felipe VI durante la cerimonia in omaggio alle vittime della pandemia da COVID-19 nel 2022

Il 26 aprile 2022 Felipe ha reso pubblico il proprio patrimonio personale, rivelando che ha un valore di 2,5 milioni di euro. In particolare, 2,2 milioni di euro sarebbero depositati in conti bancari o investiti, e circa 300 000 euro sarebbero sotto forma di "opere d'arte e d'antiquariato e di gioielli". Ha inoltre dichiarato di non possedere né proprietà immobiliari né rapporti finanziari con l'estero e che ha sempre pagato le tasse sui suoi guadagni. Il re ha deciso di rendere note le cifre esatte per migliorare la trasparenza dell’istituzione e far sì che la monarchia fosse "meritoria del rispetto e della fiducia dei cittadini”. Nell’assumere prima del tempo il ruolo di re, Felipe aveva formulato una promessa di trasparenza ai sudditi, che con questo gesto ha voluto mantenere. Queste le parole pronunciate durante la cerimonia dell’insediamento ufficiale nel 2014: “I cittadini esigono giustamente che i principi morali ed etici ispirino l’esemplarità della nostra vita pubblica. E il re, alla guida dello Stato, deve essere non solo un riferimento ma anche un servitore di quella giusta e legittima richiesta per tutti i cittadini”.
Il 19 settembre 2022 Felipe, insieme alla consorte Letizia, alla madre Sofia e al padre Juan Carlos, ha presenziato al funerale di Stato della regina Elisabetta II del Regno Unito, tenutosi all'Abbazia di Westmister.

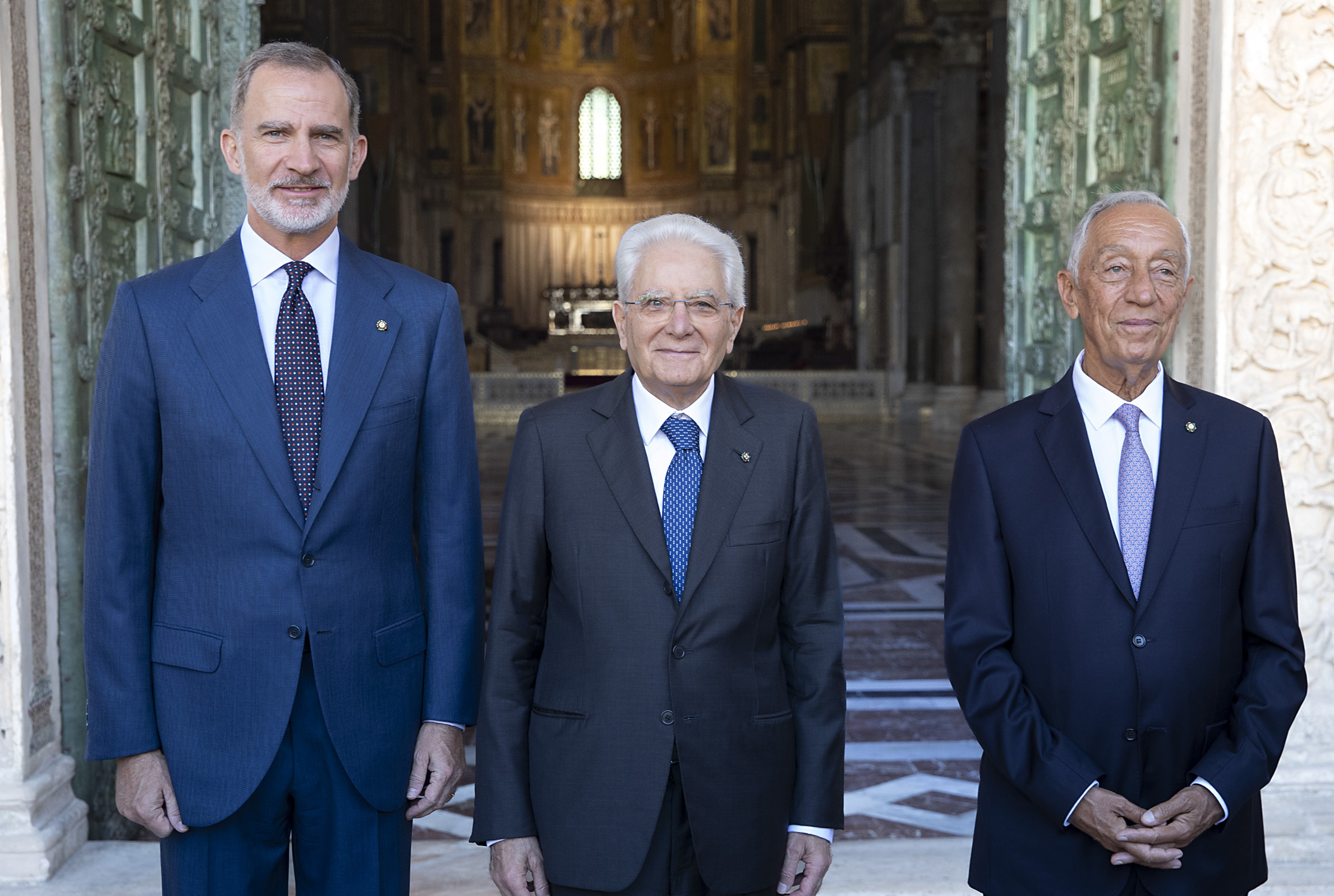
Filippo VI insieme a Sergio Mattarella e Marcelo Rebelo de Sousa a Palermo nel 2023

Il 6 maggio 2023 Felipe, insieme a Letizia, ha partecipato all'incoronazione del re Carlo III e della regina Camilla del Regno Unito presso l'Abbazia di Westmister.

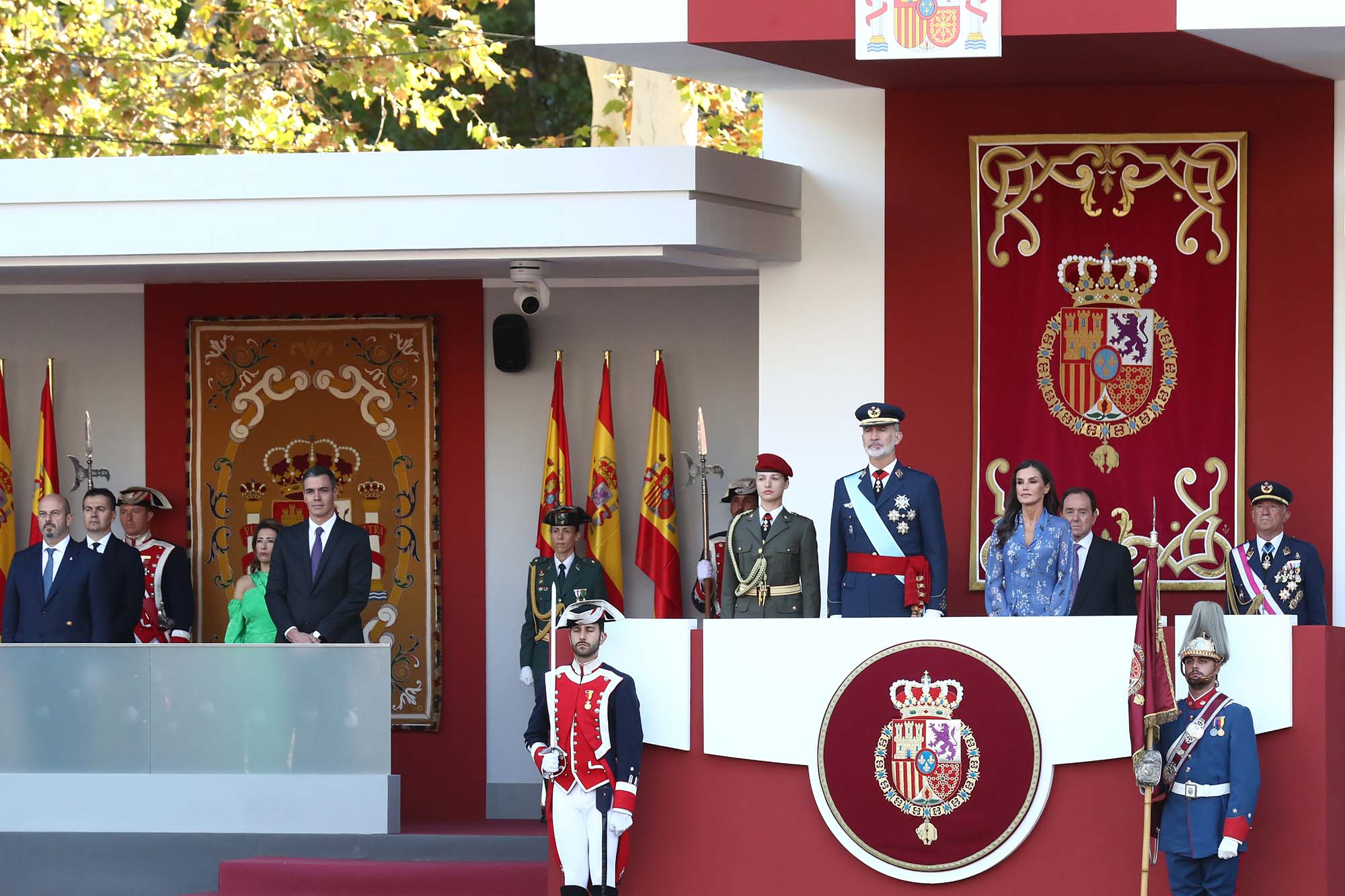
Filippo, insieme a Letizia e la figlia Leonor, presiede la parata della Festa Nazionale spagnola nel 2023

Il 9 ottobre 2023, Filippo ha condannato "con tutta la fermezza" gli attacchi terroristici contro Israele, ha invitato a "fare tutto il possibile per evitare maggiori sofferenze, distruzioni, disperazione e la perdita di altre vite umane" e ha affermato che la Spagna "rimane fedele al suo impegno per la pace e la stabilità nella regione ”. Più tardi quel mese, durante la cerimonia di conferimento del Premio Principessa delle Asturie del 2023, il re ha fatto riferimento al conflitto in corso chiedendo l'unità per risolverlo e ha ricordato che nel 1994, il primo ministro israeliano Yitzhak Rabin e il leader palestinese Yasser Arafat ricevettero il Premio Principe delle Asturie per la cooperazione internazionale per il loro “sforzo volto a creare condizioni di pace nella regione” dopo la Conferenza di Madrid del 1991 e gli Accordi di Oslo del 1994. L'11 gennaio 2024 Felipe, in un incontro con il corpo diplomatico in Spagna, ha nuovamente condannato l'attacco terroristico, ha chiesto la liberazione degli ostaggi e ha difeso la "costituzione dello Stato palestinese accanto a Israele" per fermare il "ciclo di violenza".

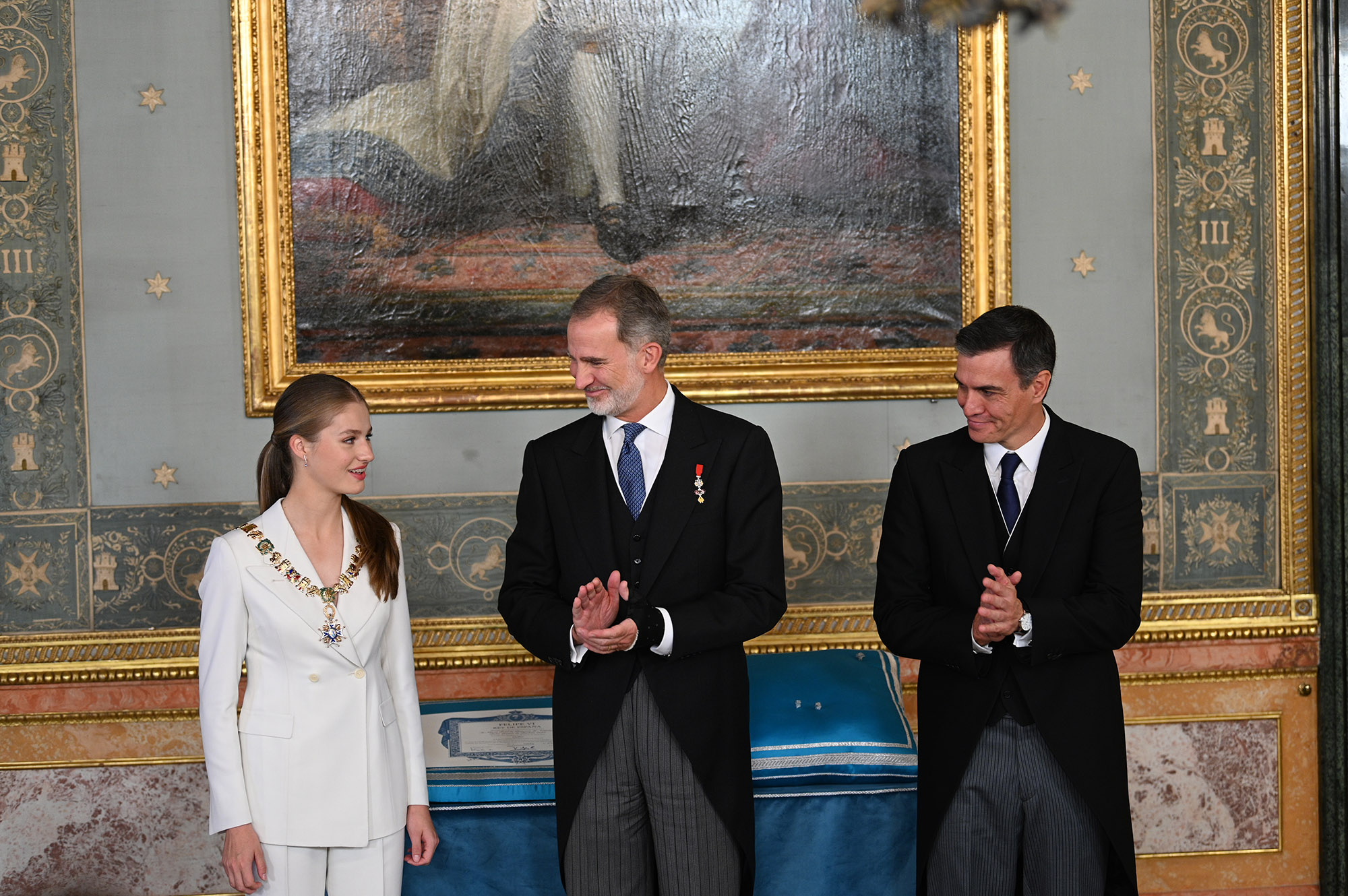
La Principessa delle Asturie insieme al re Felipe VI e al presidente di governo Pedro Sanchez dopo aver ricevuto il collare dell'ordine di Carlo III

#### Impegni reali

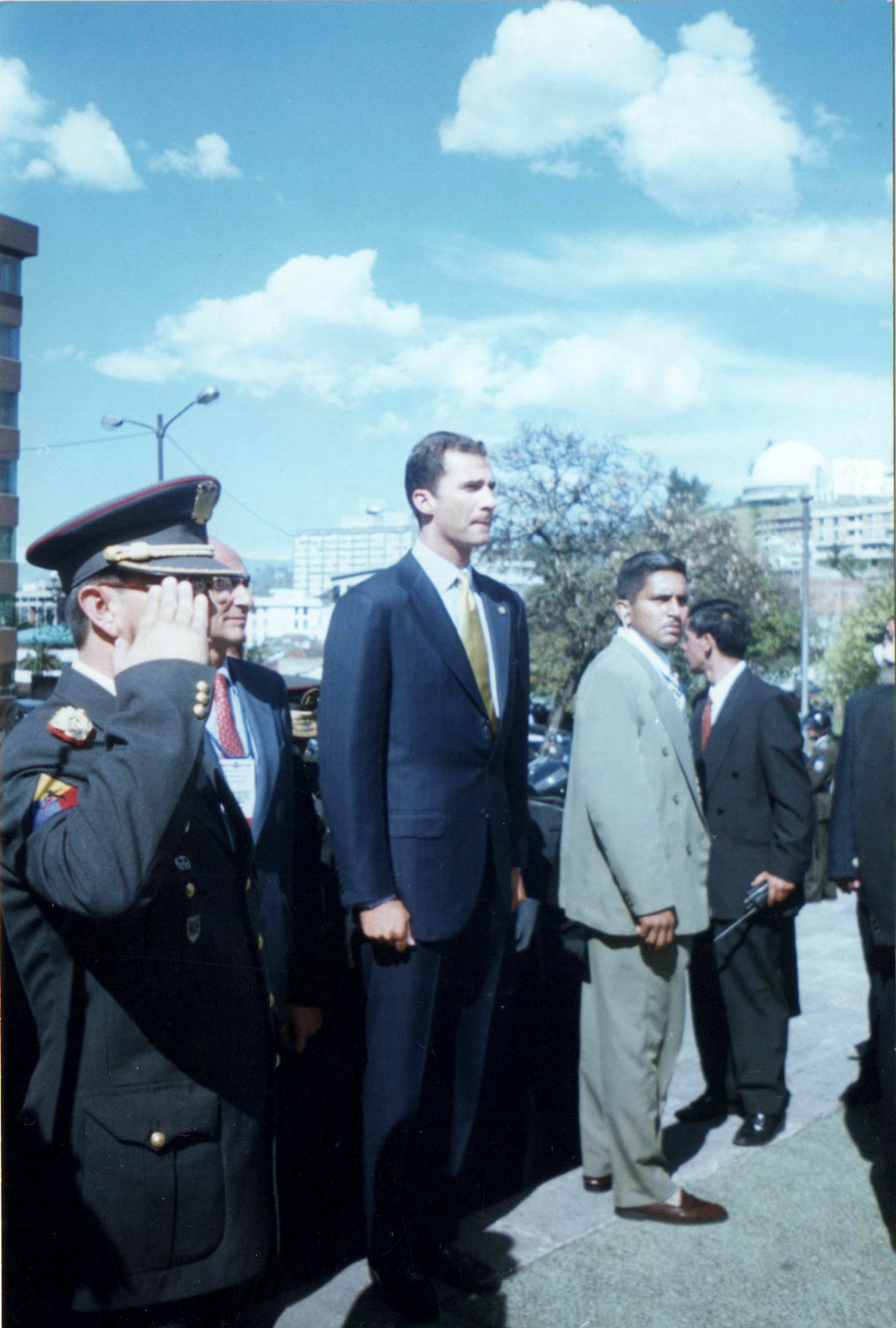
Filippo, principe delle Asturie, durante una visita ufficiale in Grecia nel 1998

Oltre alle sue attività ufficiali, il re è presidente onorario di diverse associazioni e fondazioni, come la Fondazione Codespa, che finanzia attività di sviluppo economico e sociale per l'America Latina. È inoltre presidente della "Fondazione Principe delle Asturie", un'organizzazione no-profit il cui obiettivo è la promozione dei valori scientifici, culturali e umanistici della penisola iberica. La fondazione consegna annualmente a Oviedo il Premio Principe delle Asturie.

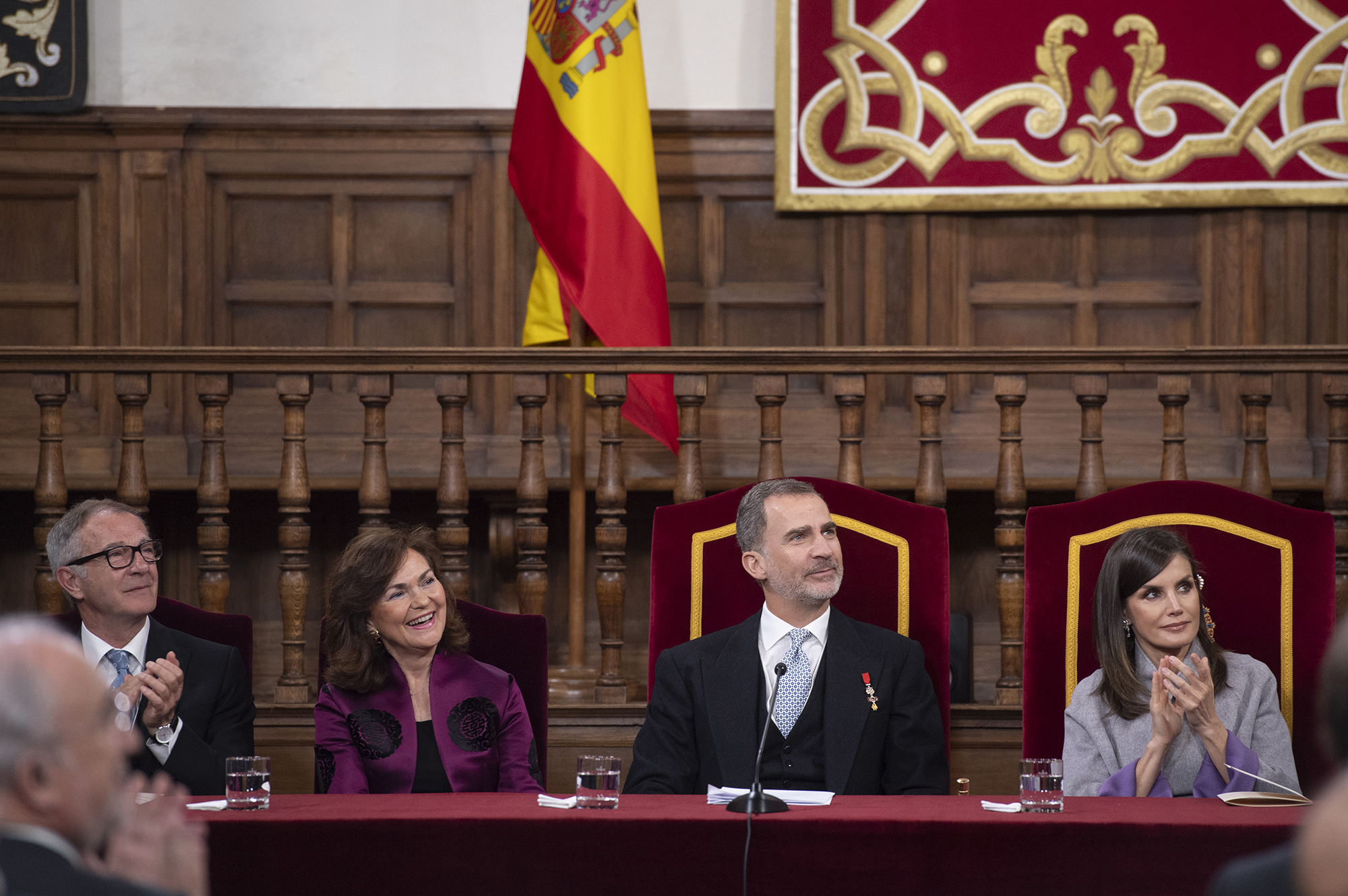
Filippo e Letizia presiedono il Premio Miguel de Cervantes nel 2019

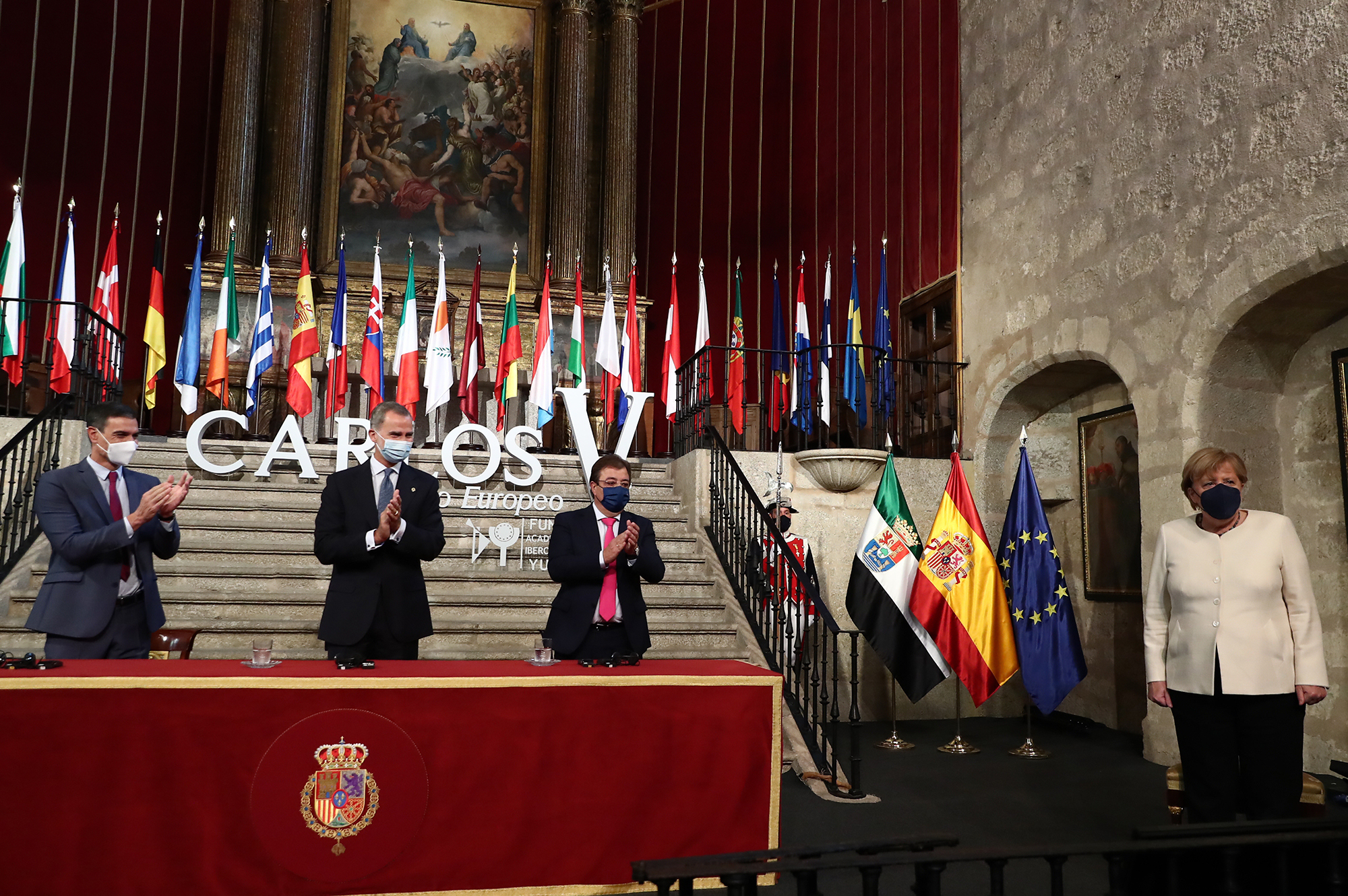
Filippo VI, il Primo Ministro Pedro Sánchez e il Presidente della Giunta dell'Estremadura, Guillermo Fernández Vara, applaudono la Cancelliera tedesca, Angela Merkel, alla cerimonia di consegna del Premio Europeo Carlos V

Oltre a questo premio viene assegnato anche un riconoscimento al Popolo esemplare delle Asturie, concesso al paese asturiano che durante l'anno abbia realizzato l'opera più meritevole nel campo del volontariato o dello sviluppo. Nel quadro delle istituzioni che operano per lo sviluppo sociale, Filippo concentra il suo interesse sulle attività dei progetti di volontariato, ambiente, università, integrazione dei giovani nei luoghi di lavoro, relazioni tra ambienti economici e la società e comunicazione sociale.
In occasione dell'Anno Internazionale del Volontariato, istituito dall'ONU nel 2001, il segretario generale Kofi Annan ha definito Filippo una "persona importante" per il suo modo di contribuire a livello internazionale a favore dei lavori volontari.

## Discendenza

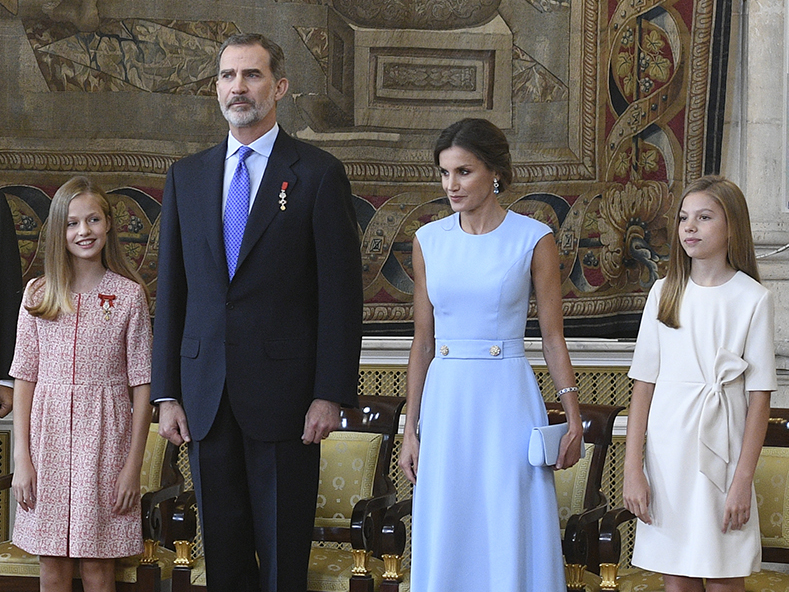
Filippo VI e la sua famiglia nel 2019

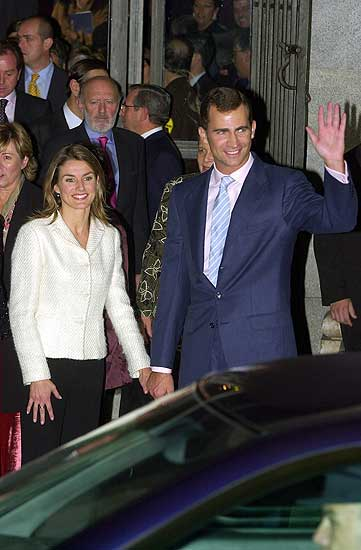
Filippo VI con Letizia nel 2003

Filippo VI e la regina consorte Letizia hanno due figlie:
- Leonor, Principessa delle Asturie (Madrid, 31 ottobre 2005);
- Sofia (Madrid, 29 aprile 2007).

## Titoli e trattamento

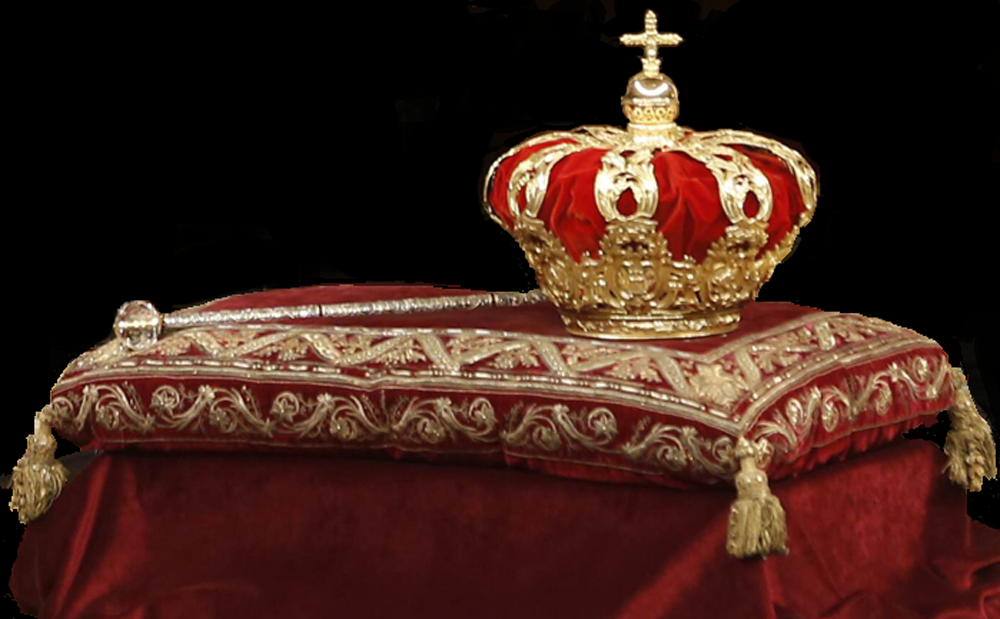
I simboli della monarchia spagnola: Corona commemorativa e scettro

L'attuale Costituzione spagnola si riferisce alla monarchia come "la corona di Spagna" e il titolo costituzionale del sovrano è semplicemente quello di re/regina di Spagna. La legge costituzionale, però, accenna anche alla possibilità dell'uso degli altri titoli storici della monarchia iberica, senza tuttavia specificarli. Un decreto promulgato il 6 novembre 1987 dal consiglio dei ministri regola i titoli e il trattamento spettante ai membri della casa reale, e, su queste basi, il sovrano ha il diritto di usare gli altri titoli appartenenti alla corona (El titular de la corona se denominará Rey o Reina de España y podrá utilizar los demás títulos que correspondan a la Corona, así como las otras dignidades nobiliarias que pertenezcan a la Casa Real). Contrariamente a quanto si crede, la serie completa dei titoli storici, che comprende oltre venti regni, non è attualmente in uso. L'insieme dei titoli feudali venne impiegato l'ultima volta nel 1836 con Isabella II di Spagna. Il Re, inoltre, è Gran maestro del Real Consiglio degli Ordini Militari.
Filippo VI ha quindi, oltre al titolo di re di Spagna, i titoli di:
- Maestà cattolica
- Re di Castiglia
- Re di León
- Re di Aragona
- Re delle Due Sicilie
- Re di Gerusalemme
- Re di Navarra
- Re di Granada
- Re di Toledo
- Re di Valencia
- Re di Galizia
- Re di Maiorca
- Re di Minorca
- Re di Siviglia
- Re di Cordova
- Re di Corsica
- Re di Sardegna
- Re di Murcia
- Re di Jaén
- Re di Algeciras
- Re di Algarve
- Re delle Isole Canarie
- Re di Ungheria
- Re di Dalmazia
- Re di Croazia
- Re delle Indie orientali, Occidentali, delle Isole e della Terraferma del Mare Oceano
- Principe di Svevia
- Margravio del Sacro Romano Impero
- Arciduca d'Austria
- Duca di Borgogna
- Duca di Brabante
- Duca di Milano
- Duca di Atene e Neopatria
- Duca di Limburgo
- Duca del Lussemburgo
- Duca di Lotaringia
- Duca di Gheldria
- Duca di Stiria
- Duca di Carniola
- Duca di Carinzia
- Duca del Württemberg
- Langravio d'Alsazia
- Marchese di Oristano
- Conte palatino di Borgogna
- Conte di Asburgo
- Conte delle Fiandre
- Conte del Tirolo
- Conte di Rossiglione
- Conte di Barcellona
- Conte di Artois
- Conte di Hainaut
- Conte di Namur
- Conte di Gorizia
- Conte del Gocèano
- Conte di Ferrete
- Conte di Kyburg
- Signore di Biscaglia
- Signore di Molina
- Signore di Frisia
- Signore di Salins-les-Bains
- Signore della Marca slovena
- Signore di Pordenone
- Signore di Tripoli
- Gran Principe di Toscana
- Capitano generale della reale forza armata e supremo comandante
- Protocanonico onorario della Papale Basilica Patriarcale Maggiore Arcipretale Liberiana di Santa Maria Maggiore in Roma
- Protocanonico onorario della Basilica di San Paolo fuori le mura in Roma
- Canonico onorario della Cattedrale di León

Filippo diventò erede al trono da quando suo padre fu incoronato re di Spagna nel 1975, mantenendo detto titolo fino al giorno della sua incoronazione, il 19 giugno 2014. Nel 1977 divenne principe delle Asturie, titolo conferito tradizionalmente agli eredi al trono spagnolo. Filippo è il primo Borbone ad aver ottenuto il titolo aragonese di principe di Girona. Egli è anche principe di Viana, duca di Montblanc, conte di Cervera e signore di Balaguer.
Il 30 gennaio 1986, all'età di 18 anni, Filippo ha giurato fedeltà alla Costituzione e al Re nella sede del parlamento spagnolo, accogliendo pienamente il suo ruolo istituzionale come successore alla Corona.
Il 19 giugno 2014 è stato proclamato re di Spagna con il nome di Filippo VI.

## Blasonatura dello stemma

Stemma di Filippo VI di Spagna

Lo stemma reale di Filippo VI di Borbone è descritto nel regio decreto numero 527/2014 del 20 giugno. Lo scudo è inquartato ed è composto nel seguente modo: nel primo quarto lo stemma del Regno di Castiglia, un castello d'oro merlato alla guelfa, chiuso d'azzurro, caricato su campo rosso; nel secondo quarto lo stemma del Regno di León, un leone rampante paonazzo, coronato, lampassato e linguato di rosso, caricato su campo d'argento; nel terzo quarto lo stemma del Regno d'Aragona, d'oro a quattro pali rossi; nel quarto quarto lo stemma del Regno di Navarra, una maglia di catena d'oro, gemmata di verde al centro, caricata su campo rosso; nella punta lo stemma del Regno di Granada, un melograno aperto e fogliato al naturale caricato su campo d'argento; nel cuore lo stemma della Casa di Borbone, tre gigli di Francia d'oro bene ordinati su campo blu, il tutto bordurato di rosso.

Lo stemma è ornato dal collare dell'Ordine del Toson d'oro ed è sormontato da una corona reale formata da un cerchio d'oro e pietre preziose, con otto fioroni in foglie d'acanto, dei quali cinque visibili, e otto perle, quattro visibili, chiusa da otto archetti d'oro dei quali cinque visibili, ornati di perle e sormontati dal globo e dalla croce.

Il monogramma personale di re Filippo VI
Stemma di Filippo, Principe delle Asturie

## Albero genealogico
|                                       |                        |                                       | Genitori                               |  |  | Nonni |  |  | Bisnonni               |  |  | Trisnonni             |  |
|                                       |                        |                                       |                                        |  |  |       |  |  | Alfonso XIII di Spagna |  |  | Alfonso XII di Spagna |  |
|                                       |                        |                                       |                                        |  |  |       |  |  | Alfonso XIII di Spagna |  |  | Alfonso XII di Spagna |  |
|                                       |                        | Maria Cristina d'Austria              |                                        |  |  |       |  |  | Alfonso XIII di Spagna |  |  |                       |  |
| Giovanni di Borbone-Spagna            |                        |                                       |                                        |  |  |       |  |  | Alfonso XIII di Spagna |  |  |                       |  |
|                                       |                        | Vittoria Eugenia di Battenberg        | Enrico di Battenberg                   |  |  |       |  |  |                        |  |  |                       |  |
|                                       |                        | Vittoria Eugenia di Battenberg        | Enrico di Battenberg                   |  |  |       |  |  |                        |  |  |                       |  |
|                                       |                        | Vittoria Eugenia di Battenberg        | Beatrice di Gran Bretagna              |  |  |       |  |  |                        |  |  |                       |  |
| Juan Carlos I di Spagna               |                        | Vittoria Eugenia di Battenberg        |                                        |  |  |       |  |  |                        |  |  |                       |  |
|                                       |                        | Carlo Tancredi di Borbone-Due Sicilie | Alfonso di Borbone-Due Sicilie         |  |  |       |  |  |                        |  |  |                       |  |
|                                       |                        | Carlo Tancredi di Borbone-Due Sicilie | Alfonso di Borbone-Due Sicilie         |  |  |       |  |  |                        |  |  |                       |  |
|                                       |                        | Carlo Tancredi di Borbone-Due Sicilie | Antonietta di Borbone-Due Sicilie      |  |  |       |  |  |                        |  |  |                       |  |
| Maria Mercedes di Borbone-Due Sicilie |                        | Carlo Tancredi di Borbone-Due Sicilie |                                        |  |  |       |  |  |                        |  |  |                       |  |
|                                       |                        | Luisa d'Orléans                       | Luigi Filippo Alberto d'Orléans        |  |  |       |  |  |                        |  |  |                       |  |
|                                       |                        | Luisa d'Orléans                       | Luigi Filippo Alberto d'Orléans        |  |  |       |  |  |                        |  |  |                       |  |
|                                       |                        | Luisa d'Orléans                       | Maria Isabella d'Orléans               |  |  |       |  |  |                        |  |  |                       |  |
| Filippo VI                            |                        | Luisa d'Orléans                       |                                        |  |  |       |  |  |                        |  |  |                       |  |
|                                       | Costantino I di Grecia | Giorgio I di Grecia                   |                                        |  |  |       |  |  |                        |  |  |                       |  |
|                                       | Costantino I di Grecia | Giorgio I di Grecia                   |                                        |  |  |       |  |  |                        |  |  |                       |  |
|                                       | Costantino I di Grecia | Olga Konstantinovna di Russia         |                                        |  |  |       |  |  |                        |  |  |                       |  |
| Paolo di Grecia                       | Costantino I di Grecia |                                       |                                        |  |  |       |  |  |                        |  |  |                       |  |
|                                       |                        | Sofia di Prussia                      | Federico III di Germania               |  |  |       |  |  |                        |  |  |                       |  |
|                                       |                        | Sofia di Prussia                      | Federico III di Germania               |  |  |       |  |  |                        |  |  |                       |  |
|                                       |                        | Sofia di Prussia                      | Vittoria di Gran Bretagna              |  |  |       |  |  |                        |  |  |                       |  |
| Sofia di Grecia                       |                        | Sofia di Prussia                      |                                        |  |  |       |  |  |                        |  |  |                       |  |
|                                       |                        | Ernesto Augusto di Brunswick          | Ernesto Augusto di Hannover            |  |  |       |  |  |                        |  |  |                       |  |
|                                       |                        | Ernesto Augusto di Brunswick          | Ernesto Augusto di Hannover            |  |  |       |  |  |                        |  |  |                       |  |
|                                       |                        | Ernesto Augusto di Brunswick          | Thyra di Danimarca                     |  |  |       |  |  |                        |  |  |                       |  |
| Federica di Hannover                  |                        | Ernesto Augusto di Brunswick          |                                        |  |  |       |  |  |                        |  |  |                       |  |
|                                       |                        | Vittoria Luisa di Prussia             | Guglielmo II di Germania               |  |  |       |  |  |                        |  |  |                       |  |
|                                       |                        | Vittoria Luisa di Prussia             | Guglielmo II di Germania               |  |  |       |  |  |                        |  |  |                       |  |
|                                       |                        | Vittoria Luisa di Prussia             | Augusta Vittoria di Schleswig-Holstein |  |  |       |  |  |                        |  |  |                       |  |
|                                       |                        | Vittoria Luisa di Prussia             |                                        |  |  |       |  |  |                        |  |  |                       |  |

### Ascendenza patrilineare
1. Cariberto di Hesbaye, 555-636
2. Crodoberto I di Tours, vescovo di Tours, 653-695
3. Lamberto I di Hesbaye, conte di Hesbaye, ?-dopo il 650
4. Crodoberto II, ?-678
5. Lamberto II di Hesbaye, conte di Hesbaye, 669-741
6. Roberto I di Hesbaye, conte di Hesbaye, 697-748
7. Turimberto di Hesbaye, conte di Hesbaye, 735-770
8. Roberto II di Hesbaye, conte di Hesbaye, 770-807
9. Roberto III di Hesbaye, conte di Hesbaye, 781/790-834
10. Roberto il Forte, marchese di Neustria, 820-866
11. Roberto I di Francia, re dei Franchi, 860/866-923
12. Ugo il Grande, conte di Parigi, 898-956
13. Ugo Capeto, re di Francia, 940-996
14. Roberto II di Francia, re di Francia, 972-1031
15. Enrico I di Francia, re di Francia, 1008-1060
16. Filippo I di Francia, re di Francia, 1052-1108
17. Luigi VI di Francia, re di Francia, 1081-1137
18. Luigi VII di Francia, re di Francia, 1120-1180
19. Filippo II di Francia, re di Francia, 1165-1223
20. Luigi VIII di Francia, re di Francia, 1187-1226
21. Luigi IX di Francia, re di Francia, 1214-1270
22. Roberto di Clermont, signore di Borbone, 1256-1317
23. Luigi I di Borbone, duca di Borbone, 1279-1341
24. Giacomo I di Borbone-La Marche, conte di La Marche, 1319-1362
25. Giovanni I di Borbone-La Marche, conte di La Marche, 1344-1393
26. Luigi I di Borbone-Vendôme, duca di Vendôme, 1376-1446
27. Giovanni VIII di Borbone-Vendôme, duca di Vendôme, 1428-1477
28. Francesco di Borbone-Vendôme, duca di Vendôme, 1470-1495
29. Carlo IV di Borbone-Vendôme, duca di Vendôme, 1489-1537
30. Antonio di Borbone-Vendôme, duca di Vendôme, 1518-1562
31. Enrico IV di Francia, re di Francia, 1553-1610
32. Luigi XIII di Francia, re di Francia, 1601-1643
33. Luigi XIV di Francia, re di Francia, 1638-1715
34. Luigi, il Gran Delfino, delfino di Francia, 1661-1711
35. Filippo V di Spagna, re di Spagna, 1683-1746
36. Carlo III di Spagna, re di Spagna, 1716-1788
37. Carlo IV di Spagna, re di Spagna, 1748-1819
38. Francesco di Paola di Borbone-Spagna, 1794-1865
39. Francesco d'Assisi di Borbone-Spagna, duca di Cadice, 1822-1902
40. Alfonso XII di Spagna, re di Spagna, 1857-1885
41. Alfonso XIII di Spagna, re di Spagna, 1886-1941
42. Giovanni di Borbone-Spagna, conte di Barcellona, 1913-1993
43. Juan Carlos I di Spagna, re di Spagna, 1938-
44. Filippo VI, re di Spagna, 1968-